# Campeonato de Primera Nacional 2022
El  Campeonato de Primera Nacional «Malvinas Argentinas» 2022, fue la trigésima octava edición del certamen, segunda categoría del fútbol argentino. Participaron treinta y siete equipos. Comenzó el 11 de febrero y terminó el 19 de noviembre.
Consagró campeón al Club Atlético Belgrano, que obtuvo el ascenso directo a la Primera División. También logró el ascenso el Instituto Atlético Central Córdoba, como ganador del torneo reducido. Por otra parte, se produjeron dos descensos a la tercera categoría.
Los nuevos participantes fueron los dos equipos ascendidos de la Primera B 2021: Flandria, que volvió después de su última participación en la temporada 2017-18 y Sacachispas, que hizo su estreno en la categoría; a estos se les sumaron dos equipos del Torneo Federal A 2021: el campeón Deportivo Madryn, de Puerto Madryn, en su primera participación, y el ganador del reducido: Chaco For Ever, de Resistencia, que regresó luego de su última intervención en la edición 1997-98.

## Ascensos y descensos
| Descendidos de la Primera Nacional 2021 |
| --------------------------------------- |
| No hubo                                 |

| Torneo    | Ascendidos a la Primera Nacional 2022 |
| --------- | ------------------------------------- |
| Primera B | Flandria                              |
| Primera B | Sacachispas                           |
| Federal A | Deportivo Madryn                      |
| Federal A | Chaco For Ever                        |

| Pos       | Ascendidos a la Primera División 2022 |
| --------- | ------------------------------------- |
| Campeón   | Tigre                                 |
| Gan. Red. | Barracas Central                      |

| Descendidos de la Primera División 2021 |
| --------------------------------------- |
| No hubo                                 |

- De esta manera, el número de equipos participantes aumentó a 37.

## Equipos participantes
| Equipo                  | Ciudad                | Estadio                             | Capacidad |
| ----------------------- | --------------------- | ----------------------------------- | --------- |
| Agropecuario            | Carlos Casares        | Ofelia Rosenzuaig                   | 8000      |
| All Boys                | Buenos Aires          | Islas Malvinas                      | 21 500    |
| Almagro                 | José Ingenieros       | Tres de Febrero                     | 19 000    |
| Almirante Brown         | San Justo             | Fragata Presidente Sarmiento        | 25 000    |
| Alvarado                | Mar del Plata         | José María Minella                  | 35 354    |
| Atlanta                 | Buenos Aires          | Don León Kolbowsky                  | 18 000    |
| Atlético de Rafaela     | Rafaela               | Nuevo Monumental                    | 20 000    |
| Belgrano                | Córdoba               | Julio César Villagra                | 30 500    |
| Brown                   | Adrogué               | Lorenzo Arandilla                   | 4500      |
| Chacarita Juniors       | Villa Maipú           | Chacarita Juniors                   | 26 530    |
| Chaco For Ever          | Resistencia           | Juan Alberto García                 | 25 000    |
| Defensores de Belgrano  | Buenos Aires          | Juan Pasquale                       | 10 000    |
| Deportivo Madryn        | Puerto Madryn         | Abel Sastre                         | 8000      |
| Deportivo Maipú         | Maipú                 | Omar Higinio Sperdutti              | 8000      |
| Deportivo Morón         | Morón                 | Nuevo Francisco Urbano              | 35 000    |
| Deportivo Riestra       | Buenos Aires          | Guillermo Laza                      | 4000      |
| Estudiantes             | Caseros               | Ciudad de Caseros                   | 16 700    |
| Estudiantes             | Río Cuarto            | Antonio Candini                     | 11 000    |
| Ferro Carril Oeste      | Buenos Aires          | Arquitecto Ricardo Etcheverri       | 24 442    |
| Flandria                | José María Jáuregui   | Carlos V                            | 5000      |
| Gimnasia y Esgrima      | Jujuy                 | 23 de Agosto                        | 24 000    |
| Gimnasia y Esgrima      | Mendoza               | Víctor Antonio Legrotaglie          | 14 000    |
| Güemes                  | Santiago del Estero   | Arturo Miranda                      | 12 000    |
| Guillermo Brown         | Puerto Madryn         | Raúl Conti                          | 14 500    |
| Independiente Rivadavia | Mendoza               | Bautista Gargantini                 | 24 000    |
| Instituto               | Córdoba               | Juan Domingo Perón                  | 26 000    |
| Mitre                   | Santiago del Estero   | Doctores José y Antonio Castiglione | 16 500    |
| Nueva Chicago           | Buenos Aires          | Nueva Chicago                       | 25 000    |
| Quilmes                 | Quilmes               | Centenario Ciudad de Quilmes        | 32 200    |
| Ramón Santamarina       | Tandil                | Municipal General San Martín        | 8762      |
| Sacachispas             | Buenos Aires          | Roberto Larrosa                     | 4000      |
| San Martín              | San Juan              | Ingeniero Hilario Sánchez           | 26 000    |
| San Martín              | San Miguel de Tucumán | La Ciudadela                        | 30 500    |
| San Telmo               | Isla Maciel           | Doctor Osvaldo Baletto              | 5500      |
| Temperley               | Turdera               | Alfredo Beranger                    | 18 000    |
| Tristán Suárez          | Tristán Suárez        | 20 de Octubre                       | 7500      |
| Villa Dálmine           | Campana               | El Coliseo de Mitre y Puccini       | 11 250    |

### Distribución geográfica de los equipos
| Región                                   | Cant. | Equipos |
| ---------------------------------------- | ----- | --- |
| Conurbano bonaerense                     | 10    | Almagro, Almirante Brown, Brown de Adrogué, Chacarita Juniors, Deportivo Morón, Estudiantes, Quilmes, San Telmo, Temperley y Tristán Suárez. |
| Ciudad de Buenos Aires                   | 7     | All Boys, Atlanta, Defensores de Belgrano, Deportivo Riestra, Ferro Carril Oeste, Nueva Chicago y Sacachispas                                |
| Interior de la provincia de Buenos Aires | 5     | Agropecuario, Alvarado, Flandria, Ramón Santamarina y Villa Dálmine.                                                                         |
| Provincia de Córdoba                     | 3     | Belgrano, Estudiantes (RC) e Instituto |
| Provincia de Mendoza                     | 3     | Deportivo Maipú, Gimnasia y Esgrima e Independiente Rivadavia                                                                                |
| Provincia del Chubut                     | 2     | Deportivo Madryn y Guillermo Brown |
| Provincia de Santiago del Estero         | 2     | Güemes y Mitre |
| Provincia del Chaco                      | 1     | Chaco For Ever |
| Provincia de Jujuy                       | 1     | Gimnasia y Esgrima |
| Provincia de San Juan                    | 1     | San Martín |
| Provincia de Santa Fe                    | 1     | Atlético de Rafaela |
| Provincia de Tucumán                     | 1     | San Martín |

## Formato

### Ascensos
El torneo se disputó por el sistema de todos contra todos, a una sola rueda. El campeón obtuvo el primer ascenso a la Primera División.
El segundo ascenso se definió a través de un torneo reducido por eliminación directa, en el que participaron los equipos ubicados entre el segundo y el decimotercer puesto de la tabla final de posiciones, y se desarrolló en cuatro instancias: primera y segunda fases, semifinales y final.

### Descensos
Descendieron a la tercera categoría los dos equipos que ocuparon los últimos puestos de la tabla final de posiciones.

### Clasificación a la Copa Argentina 2023
Los equipos que ocuparon los quince primeros puestos de la tabla de posiciones final clasificaron a los Treintaidosavos de final de la Copa Argentina 2023.

## Tabla de posiciones final
| Pos. | Equipo                  | Pts. | PJ | PG | PE | PP | GF | GC | Dif. |
| ---- | ----------------------- | ---- | -- | -- | -- | -- | -- | -- | ---- |
| 1.º  | Belgrano                | 79   | 36 | 24 | 7  | 5  | 48 | 23 | 25   |
| 2.º  | Instituto               | 68   | 36 | 19 | 11 | 6  | 48 | 23 | 25   |
| 3.º  | San Martín (T)          | 66   | 36 | 17 | 15 | 4  | 45 | 21 | 24   |
| 4.º  | Gimnasia y Esgrima (M)  | 64   | 36 | 17 | 13 | 6  | 41 | 20 | 21   |
| 5.º  | All Boys                | 60   | 36 | 15 | 15 | 6  | 45 | 33 | 12   |
| 6.º  | Estudiantes (RC)        | 58   | 36 | 14 | 16 | 6  | 39 | 29 | 10   |
| 7.º  | Estudiantes (BA)        | 57   | 36 | 16 | 9  | 11 | 33 | 27 | 6    |
| 8.º  | Almagro                 | 57   | 36 | 16 | 9  | 11 | 35 | 33 | 2    |
| 9.º  | Independiente Rivadavia | 56   | 36 | 15 | 11 | 10 | 45 | 34 | 11   |
| 10.º | Chaco For Ever          | 55   | 36 | 13 | 16 | 7  | 38 | 28 | 10   |
| 11.º | Deportivo Riestra       | 54   | 36 | 12 | 18 | 6  | 34 | 26 | 8    |
| 12.º | Defensores de Belgrano  | 54   | 36 | 13 | 15 | 8  | 37 | 30 | 7    |
| 13.º | Deportivo Morón         | 53   | 36 | 12 | 17 | 7  | 31 | 21 | 10   |
| 14.º | San Martín (SJ)         | 51   | 36 | 15 | 6  | 15 | 50 | 42 | 8    |
| 15.º | Chacarita Juniors       | 48   | 36 | 12 | 12 | 12 | 48 | 44 | 4    |
| 16.º | Ferro Carril Oeste      | 47   | 36 | 12 | 11 | 13 | 32 | 34 | −2   |
| 17.º | Deportivo Madryn        | 46   | 36 | 10 | 16 | 10 | 44 | 42 | 2    |
| 18.º | Atlanta                 | 46   | 36 | 11 | 13 | 12 | 33 | 32 | 1    |
| 19.º | Quilmes                 | 46   | 36 | 11 | 13 | 12 | 42 | 46 | −4   |
| 20.º | Deportivo Maipú         | 45   | 36 | 11 | 15 | 10 | 39 | 32 | 7    |
| 21.º | Mitre (SdE)             | 45   | 36 | 11 | 12 | 13 | 36 | 37 | −1   |
| 22.º | Brown de Adrogué        | 44   | 36 | 11 | 11 | 14 | 39 | 39 | 0    |
| 23.º | Gimnasia y Esgrima (J)  | 44   | 36 | 11 | 11 | 14 | 38 | 50 | −12  |
| 24.º | Guillermo Brown         | 43   | 36 | 12 | 7  | 17 | 30 | 43 | −13  |
| 25.º | Almirante Brown         | 42   | 36 | 9  | 15 | 12 | 38 | 43 | −5   |
| 26.º | Temperley               | 41   | 36 | 9  | 14 | 13 | 34 | 41 | −7   |
| 27.º | Güemes (SdE)            | 39   | 36 | 8  | 15 | 13 | 28 | 35 | −7   |
| 28.º | San Telmo               | 39   | 36 | 9  | 12 | 15 | 36 | 52 | −16  |
| 29.º | Atlético de Rafaela     | 38   | 36 | 8  | 14 | 14 | 40 | 43 | −3   |
| 30.º | Agropecuario            | 38   | 36 | 7  | 17 | 12 | 25 | 30 | −5   |
| 31.º | Villa Dálmine           | 38   | 36 | 7  | 17 | 12 | 36 | 48 | −12  |
| 32.º | Alvarado                | 37   | 36 | 8  | 13 | 15 | 31 | 46 | −15  |
| 33.º | Tristán Suárez          | 35   | 36 | 7  | 14 | 15 | 37 | 45 | −8   |
| 34.º | Nueva Chicago           | 32   | 36 | 6  | 14 | 16 | 33 | 48 | −15  |
| 35.º | Flandria                | 31   | 36 | 6  | 13 | 17 | 30 | 49 | −19  |
| 36.º | Ramón Santamarina       | 29   | 36 | 6  | 11 | 19 | 29 | 58 | −29  |
| 37.º | Sacachispas             | 27   | 36 | 3  | 18 | 15 | 21 | 41 | −20  |

|  | Campeón. Ascendió a la Primera División y clasificó a la Copa Argentina 2023.                         |
|  | Clasificó a las semifinales del torneo reducido por el segundo ascenso y a la Copa Argentina 2023.    |
|  | Clasificó a la segunda fase del torneo reducido por el segundo ascenso y a la Copa Argentina 2023.    |
|  | Clasificaron a la primera fase del torneo reducido por el segundo ascenso y a la Copa Argentina 2023. |
|  | Clasificaron a la Copa Argentina 2023.                                                                |
|  | Descendieron a la tercera categoría.                                                                  |

| 1. |

##### Evolución de las posiciones
| Equipo / Fecha          | 1    | 2    | 3    | 4    | 5    | 6    | 7    | 8    | 9    | 10   | 11   | 12   | 13   | 14   | 15   | 16   | 17   | 18   | 19   | 20   | 21   | 22   | 23   | 24   | 25   | 26   | 27   | 28   | 29   | 30   | 31   | 32   | 33   | 34   | 35   | 36   | 37   |
| ----------------------- | ---- | ---- | ---- | ---- | ---- | ---- | ---- | ---- | ---- | ---- | ---- | ---- | ---- | ---- | ---- | ---- | ---- | ---- | ---- | ---- | ---- | ---- | ---- | ---- | ---- | ---- | ---- | ---- | ---- | ---- | ---- | ---- | ---- | ---- | ---- | ---- | ---- |
| Agropecuario            | 31.º | 35.º | 34.º | 31.º | 36.º | 29.º | 29.º | 22.º | 20.º | 18.º | 18.º | 13.º | 16.º | 12.º | 15.º | 15.º | 16.º | 17.º | 17.º | 17.º | 19.º | 19.º | 19.º | 20.º | 19.º | 20.º | 22.º | 25.º | 22.º | 24.º | 24.º | 27.º | 26.º | 28.º | 29.º | 30.º | 30.º |
| All Boys                | 6.º  | 3.º  | 4.º  | 6.º  | 8.º  | 11.º | 8.º  | 8.º  | 10.º | 12.º | 14.º | 8.º  | 5.º  | 3.º  | 5.º  | 6.º  | 6.º  | 4.º  | 4.°  | 4.°  | 4.º  | 3.º  | 4.º  | 4.°  | 4.°  | 4.º  | 5.º  | 5.º  | 4.º  | 4.º  | 5.º  | 5.°  | 5.°  | 5.°  | 5.°  | 5.°  | 5.º  |
| Almagro                 | 3.º  | 2.º  | 9.º  | 10.º | 7.º  | 10.º | 12.º | 20.º | 25.º | 19.º | 12.º | 18.º | 15.º | 17.º | 14.º | 8.º  | 5.º  | 7.º  | 7.º  | 6.º  | 10.º | 10.º | 9.º  | 9.º  | 7.º  | 6.º  | 6.º  | 6.º  | 9.°  | 12.º | 9.°  | 12.º | 11.º | 7.º  | 8.º  | 6.º  | 8.º  |
| Almirante Brown         | 1.º  | 15.º | 7.º  | 9.º  | 5.º  | 7.º  | 5.º  | 6.º  | 6.º  | 7.º  | 8.º  | 16.º | 14.º | 19.º | 19.º | 21.º | 25.º | 27.º | 27.º | 27.º | 31.º | 29.º | 26.º | 24.º | 25.º | 22.º | 25.º | 23.º | 26.º | 22.º | 22.º | 22.º | 22.º | 20.º | 23.º | 24.º | 25.º |
| Alvarado                | 13.º | 19.º | 24.º | 22.º | 15.º | 19.º | 22.º | 29.º | 23.º | 27.º | 22.º | 25.º | 22.º | 21.º | 24.º | 20.º | 22.º | 23.º | 24.º | 24.º | 24.º | 24.º | 27.º | 28.º | 27.º | 26.º | 30.º | 30.º | 30.º | 31.º | 34.º | 34.º | 32.º | 31.º | 32.º | 32.º | 32.º |
| Atlanta                 | 31.º | 13.º | 19.º | 22.º | 18.º | 23.º | 24.º | 15.º | 9.º  | 11.º | 19.º | 20.º | 24.º | 23.º | 26.º | 25.º | 23.º | 24.º | 26.º | 29.º | 30.º | 28.º | 30.º | 27.º | 26.º | 29.º | 27.º | 27.º | 28.º | 28.º | 27.º | 24.º | 24.º | 24.º | 19.º | 21.º | 18.º |
| Atlético de Rafaela     | 31.º | 26.º | 32.º | 18.º | 24.º | 21.º | 27.º | 26.º | 28.º | 21.º | 23.º | 23.º | 26.º | 28.º | 28.º | 30.º | 30.º | 30.º | 33.º | 34.º | 34.º | 34.º | 34.º | 31.º | 32.º | 28.º | 31.º | 32.º | 33.º | 32.º | 29.º | 31.º | 30.º | 32.º | 28.º | 29.º | 29.º |
| Belgrano                | 6.º  | 3.º  | 1.º  | 4.º  | 1.º  | 2.º  | 1.º  | 1.º  | 1.º  | 1.°  | 1.º  | 1.°  | 1.º  | 1.°  | 1.º  | 1.°  | 1.°  | 1.°  | 1.°  | 1.°  | 1.°  | 1.°  | 1.°  | 1.°  | 1.°  | 1.°  | 1.°  | 1.°  | 1.°  | 1.°  | 1.°  | 1.°  | 1.°  | 1.°  | 1.°  | 1.°  | 1.º  |
| Brown de Adrogué        | 11.º | 5.º  | 2.º  | 1.º  | 3.º  | 4.º  | 3.º  | 2.º  | 2.º  | 4.º  | 3.º  | 3.º  | 3.º  | 4.º  | 3.º  | 3.º  | 3.º  | 2.º  | 3.º  | 3.º  | 5.º  | 7.º  | 5.º  | 8.º  | 9.º  | 11.º | 12.º | 14.º | 16.º | 17.º | 20.º | 21.º | 20.º | 22.º | 24.º | 20.º | 22.º |
| Chacarita Juniors       | 36.º | 30.º | 17.º | 15.º | 13.º | 18.º | 21.º | 13.º | 8.º  | 5.º  | 5.º  | 5.º  | 4.º  | 5°   | 4.º  | 5.º  | 9.º  | 8.º  | 12.º | 13.º | 14.º | 12.º | 14.º | 14.º | 12.º | 14.º | 16.º | 17.º | 18.º | 20.º | 17.º | 19.º | 14.º | 14.º | 16.º | 16.º | 15.º |
| Chaco For Ever          | 13.º | 7.º  | 11.º | 13.º | 17.º | 8.º  | 9.º  | 9.º  | 11.º | 13.º | 15.º | 9.º  | 12.º | 7.º  | 6.º  | 9.º  | 11.º | 12.º | 16.º | 16.º | 17.º | 16.º | 12.º | 12.º | 15.º | 12.º | 10.º | 9.º  | 7.º  | 7.º  | 7.º  | 6.º  | 6.º  | 8.º  | 10.º | 7.º  | 10.º |
| Defensores de Belgrano  | 13.º | 32.º | 31.º | 33.º | 19.º | 14.º | 11.º | 11.º | 16.º | 10.º | 16.º | 19.º | 19.º | 20.º | 22.º | 23.º | 20.º | 19.º | 22.º | 21.º | 18.º | 17.º | 15.º | 15.º | 13.º | 10.º | 8.º  | 8.º  | 11.º | 11.º | 11.º | 10.º | 8.º  | 11.º | 11.º | 9.º  | 12.º |
| Deportivo Madryn        | 6.º  | 7.º  | 15.º | 11.º | 12.º | 6.º  | 10.º | 10.º | 12.º | 14.º | 6.º  | 12.º | 7.º  | 13.º | 10.º | 10.º | 12.º | 13.º | 14.º | 15.º | 12.º | 11.º | 10.º | 10.º | 11.º | 13.º | 15.º | 15.º | 14.º | 14.º | 14.º | 15.º | 17.º | 17.º | 17.º | 17.º | 17.º |
| Deportivo Maipú         | 13.º | 7.º  | 6.º  | 7.º  | 9.º  | 12.º | 16.º | 23.º | 15.º | 9.º  | 11.º | 6.º  | 8.º  | 9.º  | 13.º | 13.º | 14.º | 15.º | 9.º  | 11.º | 13.º | 18.º | 16.º | 18.º | 14.º | 16.º | 14.º | 13.º | 13.º | 13.º | 15.º | 14.º | 15.º | 16.º | 15.º | 14.º | 20.º |
| Deportivo Morón         | 25.º | 23.º | 24.º | 29.º | 33.º | 34.º | 26.º | 17.º | 21.º | 23.º | 25.º | 26.º | 23.º | 24.º | 25.º | 24.º | 27.º | 28.º | 24.º | 26.º | 25.º | 25.º | 24.º | 25.º | 28.º | 27.º | 26.º | 18.º | 19.º | 16.º | 19.º | 18.º | 16.º | 15.º | 13.º | 12.º | 13.º |
| Deportivo Riestra       | 2.º  | 6.º  | 3.º  | 3.º  | 4.º  | 5.º  | 6.º  | 7.º  | 4.º  | 6.º  | 7.º  | 10.º | 11.º | 16.º | 16.º | 19.º | 21.º | 21.º | 23.º | 19.º | 15.º | 13.º | 13.º | 13.º | 16.º | 17.º | 18.º | 16.º | 15.º | 15.º | 13.º | 13.º | 13.º | 12.º | 12.º | 13.º | 11.º |
| Estudiantes (BA)        | 13.º | 19.º | 27.º | 27.º | 32.º | 24.º | 14.º | 19.º | 13.º | 15.º | 21.º | 15.º | 13.º | 8.º  | 7.º  | 4.º  | 7.º  | 11.º | 13.º | 14.º | 16.º | 14.º | 17.º | 16.º | 17.º | 15.º | 13.º | 11.º | 8.º  | 8.º  | 8.º  | 11.º | 10.º | 9.º  | 7.º  | 10.º | 7.º  |
| Estudiantes (RC)        | 13.º | 7.º  | 12.º | 17.º | 22.º | 26.º | 18.º | 12.º | 14.º | 16.º | 10.º | 11.º | 6.º  | 11.º | 9.º  | 12.º | 10.º | 16.º | 11.º | 12.º | 9.º  | 8.º  | 7.º  | 6.º  | 6.º  | 7.º  | 7.º  | 7.º  | 6.º  | 6.º  | 6.º  | 7.º  | 9.º  | 6.º  | 6.º  | 8.º  | 6.º  |
| Ferro Carril Oeste      | 6.º  | 16.º | 26.º | 24.º | 29.º | 30.º | 30.º | 31.º | 31.º | 30.º | 33.º | 34.º | 36.º | 33.º | 30.º | 27.º | 26.º | 22.º | 19.º | 20.º | 21.º | 22.º | 21.º | 23.º | 20.º | 23.º | 20.º | 24.º | 21.º | 18.º | 23.º | 23.º | 23.º | 19.º | 21.º | 19.º | 16.º |
| Flandria                | 13.º | 33.º | 36.º | 37.º | 31.º | 31.º | 33.º | 35.º | 30.º | 29.º | 29.º | 31.º | 32.º | 32.º | 32.º | 35.º | 35.º | 34.º | 31.º | 30.º | 32.º | 33.º | 35.º | 35.º | 35.º | 36.º | 33.º | 34.º | 34.º | 35.º | 32.º | 32.º | 33.º | 33.º | 33.º | 35.º | 35.º |
| Gimnasia y Esgrima (J)  | 11.º | 18.º | 10.º | 15.º | 13.º | 17.º | 17.º | 24.º | 24.º | 26.º | 27.º | 28.º | 30.º | 29.º | 23.º | 26.º | 24.º | 25.º | 25.º | 23.º | 22.º | 21.º | 23.º | 21.º | 22.º | 18.º | 21.º | 19.º | 23.º | 26.º | 26.º | 26.º | 27.º | 25.º | 25.º | 26.º | 23.º |
| Gimnasia y Esgrima (M)  | 31.º | 35.º | 18.º | 26.º | 23.º | 27.º | 28.º | 30.º | 26.º | 20.º | 13.º | 7.º  | 10.º | 6.º  | 11.º | 7.º  | 8.º  | 6.º  | 6.º  | 7.º  | 6.°  | 5.º  | 6.°  | 5.°  | 5.°  | 5.º  | 4.º  | 4.º  | 5.º  | 5.º  | 4.º  | 4.º  | 4.º  | 4.º  | 4.º  | 3.º  | 4.º  |
| Güemes (SdE)            | 13.º | 30.º | 30.º | 30.º | 34.º | 35.º | 35.º | 36.º | 37.º | 37.º | 37.º | 36.º | 29.º | 30.º | 33.º | 34.º | 29.º | 26.º | 30.º | 31.º | 27.º | 23.º | 20.º | 19.º | 21.º | 21.º | 19.º | 21.º | 24.º | 25.º | 25.º | 25.º | 25.º | 27.º | 26.º | 27.º | 27.º |
| Guillermo Brown         | 3.º  | 1.º  | 7.º  | 5.º  | 2.º  | 2.º  | 2.º  | 5.º  | 7.º  | 8.º  | 9.º  | 17.º | 18.º | 14.º | 17.º | 14.º | 15.º | 10.º | 10.º | 8.º  | 11.º | 15.º | 18.º | 17.º | 18.º | 19.º | 17.º | 20.º | 17.º | 19.º | 16.º | 17.º | 19.º | 21.º | 22.º | 23.º | 24.º |
| Independiente Rivadavia | 13.º | 7.º  | 14.º | 14.º | 11.º | 16.º | 20.º | 27.º | 19.º | 25.º | 21.º | 21.º | 25.º | 25.º | 21.º | 18.º | 13.º | 9.º  | 8.º  | 9.º  | 7.º  | 9.º  | 11.º | 11.º | 10.º | 8.º  | 9.º  | 12.º | 10.° | 9.º  | 10.° | 9.º  | 7.º  | 10.º | 9.º  | 11.º | 9.º  |
| Instituto               | 13.º | 19.º | 13.º | 7.º  | 9.º  | 9.º  | 7.º  | 4.º  | 5.º  | 3.º  | 4.º  | 4.º  | 8.º  | 9.º  | 8.º  | 11.º | 4.º  | 5.º  | 5.º  | 5.º  | 3.º  | 4.º  | 3.º  | 3.º  | 2.º  | 3.º  | 3.º  | 2.º  | 2.º  | 3.º  | 3.°  | 3.°  | 3.º  | 2.º  | 2.º  | 2.º  | 2.º  |
| Mitre (SdE)             | 28.º | 26.º | 32.º | 36.º | 37.º | 37.º | 37.º | 37.º | 36.º | 36.º | 34.º | 30.º | 28.º | 27.º | 29.º | 31.º | 31.º | 31.º | 28.º | 25.º | 26.º | 27.º | 25.º | 26.º | 23.º | 24.º | 24.º | 22.º | 20.º | 22.º | 21.º | 20.º | 21.º | 23.º | 18.º | 18.º | 21.º |
| Nueva Chicago           | 31.º | 29.º | 29.º | 31.º | 20.º | 14.º | 14.º | 18.º | 18.º | 24.º | 26.º | 24.º | 20.º | 22.º | 18.º | 22.º | 19.º | 18.º | 20.º | 22.º | 23.º | 26.º | 28.º | 30.º | 30.º | 31.º | 32.º | 33.º | 31.º | 33.º | 33.º | 33.º | 34.º | 34.º | 35.º | 34.º | 34.º |
| Quilmes                 | -    | 34.º | 22.º | 12.º | 16.º | 13.º | 13.º | 15.º | 17.º | 22.º | 24.º | 22.º | 21.º | 15.º | 12.º | 16.º | 18.º | 20.º | 18.º | 18.º | 20.º | 20.º | 22.º | 22.º | 24.º | 25.º | 23.º | 26.º | 25.º | 21.º | 18.º | 16.º | 18.º | 18.º | 20.º | 22.º | 19.º |
| Ramón Santamarina       | 37.º | 37.º | 19.º | 19.º | 25.º | 28.º | 32.º | 34.º | 34.º | 34.º | 35.º | 37.º | 37.º | 37.° | 37.° | 37.° | 37.° | 37.° | 37.° | 37.° | 37.° | 37.° | 37.° | 37.° | 37.° | 37.º | 37.º | 36.º | 37.º | 37.º | 37.° | 37.° | 37.° | 37.° | 37.º | 37.º | 36.º |
| Sacachispas             | 13.º | 26.º | 27.º | 28.º | 28.º | 20.º | 19.º | 21.º | 27.º | 28.º | 28.º | 29.º | 31.º | 31.º | 34.º | 32.º | 32.º | 32.º | 28.º | 28.º | 29.º | 32.º | 32.º | 33.º | 33.º | 34.º | 36.º | 37.º | 36.º | 36.º | 36.º | 36.º | 36.º | 36.º | 36.º | 36.º | 37.º |
| San Martín (SJ)         | 6.º  | 16.º | 16.º | 24.º | 30.º | 21.º | 24.º | 14.º | 22.º | 17.º | 17.º | 14.º | 17.º | 18.º | 20.º | 17.º | 17.º | 14.º | 15.º | 10.º | 8.º  | 6.º  | 8.º  | 7.º  | 8.º  | 9.º  | 11.º | 10.° | 12.º | 10.° | 12.º | 8.º  | 12.º | 13.º | 14.º | 15.º | 14.º |
| San Martín (T)          | 3.º  | 7.º  | 4.º  | 2.º  | 6.º  | 1.º  | 4.º  | 3.º  | 3.º  | 2.º  | 2.º  | 2.º  | 2.º  | 2.º  | 2.º  | 2.º  | 2.º  | 3.º  | 2.º  | 2.º  | 2.°  | 2.°  | 2.º  | 2.º  | 3.º  | 2.º  | 2.º  | 3.º  | 3.º  | 2.º  | 2.º  | 2.º  | 2.º  | 3.º  | 3.º  | 4.º  | 3.º  |
| San Telmo               | 13.º | 24.º | 35.º | 34.º | 21.º | 25.º | 31.º | 32.º | 33.º | 33.º | 32.º | 27.º | 27.º | 26.º | 27.º | 29.º | 33.º | 33.º | 34.º | 33.º | 33.º | 31.º | 31.º | 32.º | 34.º | 32.º | 29.º | 28.º | 27.º | 27.º | 28.º | 28.º | 29.º | 30.º | 31.º | 28.º | 28.º |
| Temperley               | 28.º | 13.º | 19.º | 19.º | 25.º | 33.º | 23.º | 25.º | 29.º | 31.º | 30.º | 35.º | 33.º | 35.º | 31.º | 28.º | 28.º | 29.º | 32.º | 32.º | 28.º | 30.º | 29.º | 29.º | 29.º | 30.º | 28.º | 29.º | 29.º | 29.º | 30.º | 29.º | 28.º | 26.º | 27.º | 25.º | 26.º |
| Tristán Suárez          | 25.º | 19.º | 22.º | 19.º | 25.º | 32.º | 34.º | 33.º | 35.º | 35.º | 36.º | 33.º | 35.º | 36.º | 36.º | 36.° | 36.° | 36.° | 36.º | 36.º | 35.º | 35.º | 33.º | 34.º | 31.º | 33.º | 35.º | 35.º | 35.º | 34.º | 35.º | 35.º | 35.º | 35.º | 34.º | 33.º | 33.º |
| Villa Dálmine           | 28.º | 25.º | 36.º | 35.º | 35.º | 36.º | 36.º | 28.º | 32.º | 32.º | 31.º | 32.º | 34.º | 34.º | 35.º | 33.º | 34.º | 35.º | 35.º | 35.º | 36.º | 36.º | 36.º | 36.º | 36.º | 35.º | 34.º | 31.º | 32.º | 30.º | 31.º | 30.º | 31.º | 29.º | 30.º | 31.º | 31.º |

| 1. 2. 3. 4. 5. |

## Resultados
| Fecha 1                | Fecha 1   | Fecha 1                 | Fecha 1                       | Fecha 1       | Fecha 1 |
| Local                  | Resultado | Visitante               | Estadio                       | Fecha         | Hora    |
| ---------------------- | --------- | ----------------------- | ----------------------------- | ------------- | ------- |
| Deportivo Morón        | 0 - 0     | Tristán Suárez          | Nuevo Francisco Urbano        | 11 de febrero | 20:00   |
| Almagro                | 2 - 1     | Mitre (SdE)             | Tres de Febrero               | 12 de febrero | 17:00   |
| Deportivo Madryn       | 1 - 0     | Agropecuario            | Abel Sastre                   | 12 de febrero | 17:00   |
| Flandria               | 1 - 1     | Defensores de Belgrano  | Carlos V                      | 12 de febrero | 17:00   |
| Villa Dálmine          | 1 - 2     | Guillermo Brown         | El Coliseo de Mitre y Puccini | 12 de febrero | 17:00   |
| Temperley              | 1 - 2     | San Martín (T)          | Alfredo Beranger              | 12 de febrero | 19:15   |
| Alvarado               | 1 - 1     | Sacachispas             | José María Minella            | 12 de febrero | 20:00   |
| Gimnasia y Esgrima (J) | 3 - 3     | Brown de Adrogué        | 23 de Agosto                  | 12 de febrero | 21:00   |
| All Boys               | 1 - 0     | Atlanta                 | Islas Malvinas                | 12 de febrero | 21:15   |
| Almirante Brown        | 4 - 2     | Chacarita               | Fragata Presidente Sarmiento  | 12 de febrero | 21:30   |
| Deportivo Maipú        | 1 - 1     | Independiente Rivadavia | Omar Higinio Sperdutti        | 13 de febrero | 17:00   |
| Gimnasia y Esgrima (M) | 0 - 1     | San Martín (SJ)         | Víctor Antonio Legrotaglie    | 13 de febrero | 17:30   |
| Güemes (SdE)           | 1 - 1     | Estudiantes (BA)        | Arturo Miranda                | 13 de febrero | 20:00   |
| Estudiantes (RC)       | 1 - 1     | Instituto               | Antonio Candini               | 13 de febrero | 21:15   |
| Deportivo Riestra      | 2 - 0     | Ramón Santamarina       | Guillermo Laza                | 14 de febrero | 17:00   |
| San Telmo              | 1 - 1     | Chaco For Ever          | Doctor Osvaldo Baletto        | 14 de febrero | 17:00   |
| Nueva Chicago          | 0 - 1     | Ferro Carril Oeste      | Nueva Chicago                 | 14 de febrero | 19:15   |
| Belgrano               | 1 - 0     | Atlético de Rafaela     | Julio César Villagra          | 14 de febrero | 21:30   |
| Libre: Quilmes         |           |                         |                               |               |         |

| Fecha 2                 | Fecha 2   | Fecha 2                | Fecha 2                             | Fecha 2       | Fecha 2 |
| Local                   | Resultado | Visitante              | Estadio                             | Fecha         | Hora    |
| ----------------------- | --------- | ---------------------- | ----------------------------------- | ------------- | ------- |
| Agropecuario            | 0 - 1     | Estudiantes (RC)       | Ofelia Rosenzuaig                   | 18 de febrero | 17:00   |
| Instituto               | 0 - 0     | Alvarado               | Juan Domingo Perón                  | 18 de febrero | 19:15   |
| Defensores de Belgrano  | 0 - 2     | Temperley              | Juan Pasquale                       | 18 de febrero | 21:30   |
| Atlanta                 | 3 - 1     | Güemes (SdE)           | Don León Kolbowski                  | 19 de febrero | 17:00   |
| Sacachispas             | 0 - 1     | Almagro                | Roberto Larrosa                     | 19 de febrero | 17:00   |
| Tristán Suárez          | 1 - 1     | Deportivo Madryn       | 20 de Octubre                       | 19 de febrero | 17:00   |
| Chacarita Juniors       | 0 - 0     | Gimnasia y Esgrima (J) | Chacarita Juniors                   | 19 de febrero | 17:00   |
| San Martín (SJ)         | 0 - 1     | All Boys               | Ingeniero Hilario Sánchez           | 19 de febrero | 17:30   |
| San Martín (T)          | 0 - 0     | Deportivo Morón        | La Ciudadela                        | 19 de febrero | 19:15   |
| Chaco For Ever          | 1 - 0     | Gimnasia y Esgrima (M) | Juan Alberto García                 | 19 de febrero | 21:00   |
| Mitre (SdE)             | 0 - 0     | Nueva Chicago          | Doctores José y Antonio Castiglione | 19 de febrero | 21:30   |
| Brown de Adrogué        | 3 - 0     | Flandria               | Lorenzo Arandilla                   | 20 de febrero | 17:00   |
| Guillermo Brown         | 3 - 1     | Almirante Brown        | Raúl Conti                          | 20 de febrero | 17:00   |
| Estudiantes (BA)        | 0 - 0     | Deportivo Riestra      | Ciudad de Caseros                   | 20 de febrero | 17:00   |
| Independiente Rivadavia | 1 - 0     | Quilmes                | Bautista Gargantini                 | 20 de febrero | 17:00   |
| Atlético de Rafaela     | 1 - 1     | Villa Dálmine          | Nuevo Monumental                    | 20 de febrero | 19:00   |
| Ramón Santamarina       | 0 - 1     | Belgrano               | Municipal General San Martín        | 21 de febrero | 17:00   |
| Ferro Carril Oeste      | 0 - 1     | Deportivo Maipú        | Arquitecto Ricardo Etcheverri       | 21 de febrero | 19:15   |
| Libre: San Telmo        |           |                        |                                     |               |         |

| Fecha 3                        | Fecha 3   | Fecha 3                | Fecha 3                       | Fecha 3       | Fecha 3 |
| Local                          | Resultado | Visitante              | Estadio                       | Fecha         | Hora    |
| ------------------------------ | --------- | ---------------------- | ----------------------------- | ------------- | ------- |
| Deportivo Morón                | 1 - 1     | Defensores de Belgrano | Nuevo Francisco Urbano        | 25 de febrero | 19:10   |
| Estudiantes (RC)               | 1 - 1     | Tristán Suárez         | Antonio Candini               | 25 de febrero | 21:30   |
| All Boys                       | 2 - 2     | Chaco For Ever         | Islas Malvinas                | 26 de febrero | 17:00   |
| Deportivo Madryn               | 1 - 2     | San Martín (T)         | Abel Sastre                   | 26 de febrero | 17:00   |
| Gimnasia y Esgrima (J)         | 3 - 1     | Guillermo Brown        | 23 de Agosto                  | 26 de febrero | 17:00   |
| Nueva Chicago                  | 1 - 1     | Sacachispas            | Nueva Chicago                 | 26 de febrero | 19:05   |
| Flandria                       | 1 - 2     | Chacarita Juniors      | Carlos V                      | 27 de febrero | 17:00   |
| Deportivo Maipú                | 1 - 0     | Mitre (SdE)            | Omar Higinio Sperdutti        | 27 de febrero | 17:00   |
| Villa Dálmine                  | 0 - 3     | Ramón Santamarina      | El Coliseo de Mitre y Puccini | 27 de febrero | 17:00   |
| Gimnasia y Esgrima (M)         | 3 - 0     | San Telmo              | Víctor Antonio Legrotaglie    | 27 de febrero | 17:30   |
| Güemes (SdE)                   | 1 - 1     | San Martín (SJ)        | Arturo Miranda                | 27 de febrero | 19:00   |
| Belgrano                       | 2 - 1     | Estudiantes (BA)       | Julio César Villagra          | 27 de febrero | 20:00   |
| Temperley                      | 0 - 1     | Brown de Adrogué       | Alfredo Beranger              | 27 de febrero | 21:30   |
| Deportivo Riestra              | 1 - 0     | Atlanta                | Guillermo Laza                | 28 de febrero | 17:00   |
| Almagro                        | 0 - 1     | Instituto              | Tres de Febrero               | 28 de febrero | 19:10   |
| Alvarado                       | 0 - 0     | Agropecuario           | José María Minella            | 28 de febrero | 20:00   |
| Quilmes                        | 2 - 1     | Ferro Carril Oeste     | Centenario Ciudad de Quilmes  | 28 de febrero | 21:10   |
| Almirante Brown                | 1 - 0     | Atlético de Rafaela    | Fragata Presidente Sarmiento  | 1 de marzo    | 17:00   |
| Libre: Independiente Rivadavia |           |                        |                               |               |         |

| Fecha 4                       | Fecha 4   | Fecha 4                 | Fecha 4                             | Fecha 4    | Fecha 4 |
| Local                         | Resultado | Visitante               | Estadio                             | Fecha      | Hora    |
| ----------------------------- | --------- | ----------------------- | ----------------------------------- | ---------- | ------- |
| Brown de Adrogué              | 1 -0      | Deportivo Morón         | Lorenzo Arandilla                   | 4 de marzo | 17:30   |
| Tristán Suárez                | 3 - 3     | Alvarado                | 20 de Octubre                       | 4 de marzo | 21:00   |
| San Martín (T)                | 2 - 0     | Estudiantes (RC)        | La Ciudadela                        | 4 de marzo | 21:10   |
| Atlanta                       | 1 - 1     | Belgrano                | Don León Kolbowsky                  | 5 de marzo | 17:00   |
| Defensores de Belgrano        | 1 - 2     | Deportivo Madryn        | Juan Pasquale                       | 5 de marzo | 17:00   |
| Agropecuario                  | 2 - 2     | Almagro                 | Ofelia Rosenzuaig                   | 5 de marzo | 18:00   |
| Instituto                     | 2 - 1     | Nueva Chicago           | Juan Domingo Perón                  | 5 de marzo | 19:30   |
| Estudiantes (BA)              | 2 - 2     | Villa Dálmine           | Ciudad de Caseros                   | 5 de marzo | 21:30   |
| Guillermo Brown               | 1 - 0     | Flandria                | Raúl Conti                          | 6 de marzo | 17:00   |
| Chacarita Juniors             | 2 - 2     | Temperley               | Chacarita Juniors                   | 6 de marzo | 17:00   |
| Sacachispas                   | 1 - 1     | Deportivo Maipú         | Roberto Larrosa                     | 6 de marzo | 17:00   |
| San Martín (SJ)               | 0 - 1     | Deportivo Riestra       | Ingeniero Hilario Sánchez           | 6 de marzo | 17:30   |
| Atlético de Rafaela           | 3 - 0     | Gimnasia y Esgrima (J)  | Nuevo Monumental                    | 6 de marzo | 19:00   |
| Chaco For Ever                | 0 - 0     | Güemes (SdE)            | Juan Alberto García                 | 6 de marzo | 19:30   |
| Mitre (SdE)                   | 1 - 3     | Quilmes                 | Doctores José y Antonio Castiglione | 6 de marzo | 21:00   |
| San Telmo                     | 1 - 1     | All Boys                | Doctor Osvaldo Baletto              | 7 de marzo | 17:00   |
| Ramón Santamarina             | 2 - 2     | Almirante Brown         | Municipal General San Martín        | 7 de marzo | 19:05   |
| Ferro Carril Oeste            | 0 - 0     | Independiente Rivadavia | Arquitecto Ricardo Etcheverri       | 7 de marzo | 21:10   |
| Libre: Gimnasia y Esgrima (M) |           |                         |                                     |            |         |

| Fecha 5                   | Fecha 5   | Fecha 5                | Fecha 5                       | Fecha 5     | Fecha 5 |
| Local                     | Resultado | Visitante              | Estadio                       | Fecha       | Hora    |
| ------------------------- | --------- | ---------------------- | ----------------------------- | ----------- | ------- |
| Villa Dálmine             | 0 - 0     | Atlanta                | El Coliseo de Mitre y Puccini | 10 de marzo | 20:05   |
| Almagro                   | 1 - 0     | Tristán Suárez         | Tres de Febrero               | 11 de marzo | 18:05   |
| Belgrano                  | 2 - 0     | San Martín (SJ)        | Julio César Villagra          | 11 de marzo | 20:10   |
| Estudiantes (RC)          | 0 - 2     | Defensores de Belgrano | Antonio Candini               | 11 de marzo | 21:30   |
| Quilmes                   | 1 - 1     | Sacachispas            | Centenario Ciudad de Quilmes  | 12 de marzo | 17:00   |
| Deportivo Riestra         | 1 - 1     | Chaco For Ever         | Guillermo Laza                | 12 de marzo | 17:00   |
| Deportivo Madryn          | 1 - 1     | Brown de Adrogué       | Abel Sastre                   | 12 de marzo | 17:00   |
| Flandria                  | 2 - 1     | Atlético de Rafaela    | Carlos V                      | 12 de marzo | 17:00   |
| Temperley                 | 0 - 1     | Guillermo Brown        | Alfredo Beranger              | 12 de marzo | 19:05   |
| Almirante Brown           | 1 - 0     | Estudiantes (BA)       | Fragata Presidente Sarmiento  | 12 de marzo | 21:10   |
| Güemes (SdE)              | 0 - 1     | San Telmo              | Arturo Miranda                | 12 de marzo | 21:30   |
| Deportivo Maipú           | 1 - 1     | Instituto              | Omar Higinio Sperdutti        | 13 de marzo | 17:00   |
| Gimnasia y Esgrima (J)    | 1 - 0     | Ramón Santamarina      | 23 de Agosto                  | 13 de marzo | 17:00   |
| All Boys                  | 1 - 1     | Gimnasia y Esgrima (M) | Islas Malvinas                | 13 de marzo | 17:00   |
| Alvarado                  | 3 - 1     | San Martín             | José María Minella            | 13 de marzo | 17:00   |
| Deportivo Morón           | 0 - 1     | Chacarita Juniors      | Nuevo Francisco Urbano        | 13 de marzo | 17:05   |
| Independiente Rivadavia   | 1 - 0     | Mitre (SdE)            | Bautista Gargantini           | 13 de marzo | 20:00   |
| Nueva Chicago             | 1 - 0     | Agropecuario           | Nueva Chicago                 | 14 de marzo | 19:10   |
| Libre: Ferro Carril Oeste |           |                        |                               |             |         |

| Fecha 6                | Fecha 6   | Fecha 6                 | Fecha 6                      | Fecha 6     | Fecha 6 |
| Local                  | Resultado | Visitante               | Estadio                      | Fecha       | Hora    |
| ---------------------- | --------- | ----------------------- | ---------------------------- | ----------- | ------- |
| Sacachispas            | 3 - 1     | Independiente Rivadavia | Roberto Larrosa              | 17 de marzo | 15:05   |
| Atlanta                | 1 - 1     | Almirante Brown         | Don León Kolbowsky           | 17 de marzo | 17:05   |
| Brown de Adrogué       | 1 - 1     | Estudiantes (RC)        | Lorenzo Arandilla            | 18 de marzo | 15:05   |
| San Telmo              | 0 - 0     | Deportivo Riestra       | Doctor Osvaldo Baletto       | 18 de marzo | 16:00   |
| San Martín (SJ)        | 4 - 0     | Villa Dálmine           | Ingeniero Hilario Sánchez    | 18 de marzo | 17:30   |
| Atlético de Rafaela    | 1 - 0     | Temperley               | Nuevo Monumental             | 18 de marzo | 19:10   |
| Tristán Suárez         | 3 - 4     | Nueva Chicago           | 20 de Octubre                | 18 de marzo | 20:00   |
| Agropecuario           | 2 - 0     | Deportivo Maipú         | Ofelia Rosenzuaig            | 18 de marzo | 20:00   |
| Instituto              | 0 - 0     | Quilmes                 | Juan Domingo Perón           | 18 de marzo | 21:10   |
| Defensores de Belgrano | 2 - 1     | Alvarado                | Juan Pasquale                | 19 de marzo | 15:30   |
| Estudiantes (BA)       | 1 - 0     | Gimnasia y Esgrima (J)  | Ciudad de Caseros            | 19 de marzo | 16:00   |
| Guillermo Brown        | 0 - 0     | Deportivo Morón         | Raúl Conti                   | 19 de marzo | 16:00   |
| Chacarita Juniors      | 0 - 2     | Deportivo Madryn        | Chacarita Juniors            | 19 de marzo | 16:00   |
| Gimnasia y Esgrima (M) | 1 - 1     | Güemes (SdE)            | Víctor Antonio Legrotaglie   | 19 de marzo | 17:00   |
| San Martín (T)         | 2 - 0     | Almagro                 | La Ciudadela                 | 19 de marzo | 18:00   |
| Chaco For Ever         | 3 - 1     | Belgrano                | Juan Alberto García          | 19 de marzo | 18:30   |
| Mitre (SdE)            | 1 - 1     | Ferro Carril Oeste      | Único Madre de Ciudades      | 19 de marzo | 19:30   |
| Ramón Santamarina      | 1 - 1     | Flandria                | Municipal General San Martín | 19 de marzo | 20:00   |
| Libre: All Boys        |           |                         |                              |             |         |

| Fecha 7                 | Fecha 7   | Fecha 7                | Fecha 7                       | Fecha 7     | Fecha 7 |
| Local                   | Resultado | Visitante              | Estadio                       | Fecha       | Hora    |
| ----------------------- | --------- | ---------------------- | ----------------------------- | ----------- | ------- |
| Flandria                | 1 - 2     | Estudiantes (BA)       | Carlos V                      | 22 de marzo | 16:05   |
| Independiente Rivadavia | 1 - 2     | Instituto              | Bautista Gargantini           | 22 de marzo | 18:10   |
| Almirante Brown         | 1 - 0     | San Martín (SJ)        | Fragata Presidente Sarmiento  | 22 de marzo | 20:10   |
| Estudiantes (RC)        | 2 - 0     | Chacarita Juniors      | Antonio Candini               | 22 de marzo | 21:00   |
| Almagro                 | 0 - 1     | Defensores de Belgrano | Tres de Febrero               | 23 de marzo | 15:05   |
| Villa Dálmine           | 0 - 0     | Chaco For Ever         | El Coliseo de Mitre y Puccini | 23 de marzo | 15:30   |
| Deportivo Madryn        | 0 - 1     | Guillermo Brown        | Abel Sastre                   | 23 de marzo | 16:00   |
| Alvarado                | 1 - 2     | Brown de Adrogué       | José María Minella            | 23 de marzo | 16:00   |
| Deportivo Riestra       | 0 - 0     | Gimnasia y Esgrima (M) | Guillermo Laza                | 23 de marzo | 16:00   |
| Deportivo Maipú         | 1 - 1     | Tristán Suárez         | Omar Higinio Sperdutti        | 23 de marzo | 16:00   |
| Nueva Chicago           | 0 - 0     | San Martín (T)         | Nueva Chicago                 | 23 de marzo | 17:05   |
| Ferro Carril Oeste      | 1 - 1     | Sacachispas            | Arquitecto Ricardo Etcheverri | 23 de marzo | 20:00   |
| Temperley               | 3 - 1     | Ramón Santamarina      | Alfredo Beranger              | 23 de marzo | 20:00   |
| Deportivo Morón         | 2 - 0     | Atlético de Rafaela    | Nuevo Francisco Urbano        | 23 de marzo | 20:00   |
| Quilmes                 | 1 - 1     | Agropecuario           | Centenario Ciudad de Quilmes  | 23 de marzo | 20:35   |
| Gimnasia y Esgrima (J)  | 1 - 1     | Atlanta                | 23 de Agosto                  | 23 de marzo | 21:30   |
| Güemes (SdE)            | 0 - 2     | All Boys               | Arturo Miranda                | 23 de marzo | 21:30   |
| Belgrano                | 3 - 1     | San Telmo              | Julio César Villagra          | 23 de marzo | 21:35   |
| Libre: Mitre (SdE)      |           |                        |                               |             |         |

| Fecha 8                | Fecha 8   | Fecha 8                 | Fecha 8                      | Fecha 8     | Fecha 8 |
| Local                  | Resultado | Visitante               | Estadio                      | Fecha       | Hora    |
| ---------------------- | --------- | ----------------------- | ---------------------------- | ----------- | ------- |
| Sacachispas            | 1 - 1     | Mitre (SdE)             | Roberto Larrosa              | 27 de marzo | 15:30   |
| Chacarita Juniors      | 5 - 0     | Alvarado                | Chacarita Juniors            | 27 de marzo | 15:35   |
| All Boys               | 1 - 1     | Deportivo Riestra       | Islas Malvinas               | 27 de marzo | 16:00   |
| San Telmo              | 0 - 4     | Villa Dálmine           | Doctor Osvaldo Baletto       | 27 de marzo | 16:00   |
| Guillermo Brown        | 0 - 1     | Estudiantes (RC)        | Raúl Conti                   | 27 de marzo | 16:00   |
| Gimnasia y Esgrima (M) | 0 - 1     | Belgrano                | Víctor Antonio Legrotaglie   | 27 de marzo | 16:40   |
| San Martín (SJ)        | 3 - 0     | Gimnasia y Esgrima (J)  | Ingeniero Hilario Sánchez    | 27 de marzo | 17:30   |
| Chaco For Ever         | 0 - 0     | Almirante Brown         | Juan Alberto García          | 27 de marzo | 18:40   |
| Brown de Adrogué       | 3 - 0     | Almagro                 | Lorenzo Arandilla            | 28 de marzo | 15:00   |
| Tristán Suárez         | 2 - 2     | Quilmes                 | 20 de Octubre                | 28 de marzo | 15:05   |
| Estudiantes (BA)       | 0 - 0     | Temperley               | Ciudad de Caseros            | 28 de marzo | 16:00   |
| Atlanta                | 3 - 1     | Flandria                | Don León Kolbowsky           | 28 de marzo | 17:00   |
| Defensores de Belgrano | 1 - 1     | Nueva Chicago           | Juan Pasquale                | 28 de marzo | 17:05   |
| Instituto              | 3 - 2     | Ferro Carril Oeste      | Juan Domingo Perón           | 28 de marzo | 19:10   |
| Atlético de Rafaela    | 1 - 1     | Deportivo Madryn        | Nuevo Monumental             | 28 de marzo | 20:00   |
| Agropecuario           | 2 - 1     | Independiente Rivadavia | Ofelia Rosenzuaig            | 28 de marzo | 20:00   |
| Ramón Santamarina      | 1 - 2     | Deportivo Morón         | Municipal General San Martín | 28 de marzo | 20:30   |
| San Martín (T)         | 1 - 0     | Deportivo Maipú         | La Ciudadela                 | 28 de marzo | 21:10   |
| Libre: Güemes (SdE)    |           |                         |                              |             |         |

| Fecha 9                 | Fecha 9   | Fecha 9                | Fecha 9                             | Fecha 9    | Fecha 9 |
| Local                   | Resultado | Visitante              | Estadio                             | Fecha      | Hora    |
| ----------------------- | --------- | ---------------------- | ----------------------------------- | ---------- | ------- |
| Estudiantes (RC)        | 0 - 0     | Atlético de Rafaela    | Antonio Candini                     | 1 de abril | 21:00   |
| Belgrano                | 2 - 1     | All Boys               | Julio César Villagra                | 1 de abril | 21:10   |
| Gimnasia y Esgrima (J)  | 1 - 1     | Chaco For Ever         | 23 de Agosto                        | 1 de abril | 21:30   |
| Flandria                | 4 - 0     | San Martin (SJ)        | Carlos V                            | 2 de abril | 15:30   |
| Villa Dálmine           | 1 - 5     | Gimnasia y Esgrima (M) | El Coliseo de Mitre y Puccini       | 2 de abril | 15:30   |
| Almagro                 | 1 - 3     | Chacarita Juniors      | Tres de Febrero                     | 2 de abril | 17:10   |
| Nueva Chicago           | 0 - 0     | Brown de Adrogué       | Nueva Chicago                       | 3 de abril | 14:30   |
| Ferro Carril Oeste      | 2 - 2     | Agropecuario           | Arquitecto Ricardo Etcheverri       | 3 de abril | 15:30   |
| Alvarado                | 1 - 0     | Guillermo Brown        | José María Minella                  | 3 de abril | 15:30   |
| Deportivo Morón         | 0 - 1     | Estudiantes (BA)       | Nuevo Francisco Urbano              | 3 de abril | 15:30   |
| Deportivo Maipú         | 3 - 1     | Defensores de Belgrano | Omar Higinio Sperdutti              | 3 de abril | 16:00   |
| Deportivo Madryn        | 1 - 1     | Ramón Santamarina      | Abel Sastre                         | 3 de abril | 16:00   |
| Almirante Brown         | 1 - 1     | San Telmo              | Fragata Presidente Sarmiento        | 3 de abril | 17:05   |
| Temperley               | 0 - 2     | Atlanta                | Alfredo Beranger                    | 3 de abril | 19:10   |
| Independiente Rivadavia | 2 - 1     | Tristán Suárez         | Bautista Gargantini                 | 3 de abril | 20:30   |
| Deportivo Riestra       | 1 - 0     | Güemes (SdE)           | Guillermo Laza                      | 4 de abril | 15:40   |
| Mitre (SdE)             | 1 - 1     | Instituto              | Doctores José y Antonio Castiglione | 4 de abril | 19:05   |
| Quilmes                 | 2 - 2     | San Martín (T)         | Centenario Ciudad de Quilmes        | 4 de abril | 21:10   |
| Libre: Sacachispas      |           |                        |                                     |            |         |

| Fecha 10                 | Fecha 10  | Fecha 10                | Fecha 10                     | Fecha 10    | Fecha 10 |
| Local                    | Resultado | Visitante               | Estadio                      | Fecha       | Hora     |
| ------------------------ | --------- | ----------------------- | ---------------------------- | ----------- | -------- |
| Atlético de Rafaela      | 4 - 0     | Alvarado                | Nuevo Monumental             | 8 de abril  | 21:00    |
| Agropecuario             | 2 - 0     | Mitre (SdE)             | Ofelia Rosenzuaig            | 9 de abril  | 15:30    |
| All Boys                 | 2 - 2     | Villa Dálmine           | Islas Malvinas               | 9 de abril  | 15:30    |
| Atlanta                  | 1 - 1     | Deportivo Morón         | Don León Kolbowsky           | 9 de abril  | 15:35    |
| Gimnasia y Esgrima (M)   | 1 - 0     | Almirante Brown         | Víctor Antonio Legrotaglie   | 9 de abril  | 16:30    |
| San Martin (SJ)          | 4 - 1     | Temperley               | San Juan del Bicentenario    | 9 de abril  | 16:30    |
| Estudiantes (BA)         | 0 - 0     | Deportivo Madryn        | Ciudad de Caseros            | 9 de abril  | 18:00    |
| Brown de Adrogué         | 1 - 2     | Deportivo Maipú         | Lorenzo Arandilla            | 10 de abril | 11:05    |
| Instituto                | 1 - 0     | Sacachispas             | Juan Domingo Perón           | 10 de abril | 14:30    |
| Guillermo Brown          | 0 - 1     | Almagro                 | Raúl Conti                   | 10 de abril | 15:30    |
| Tristán Suárez           | 0 - 0     | Ferro Carril Oeste      | 20 de Octubre                | 10 de abril | 15:30    |
| San Telmo                | 0 - 0     | Gimnasia y Esgrima (J)  | Doctor Osvaldo Baletto       | 10 de abril | 15:30    |
| Chacarita Juniors        | 3 - 1     | Nueva Chicago           | Chacarita Juniors            | 10 de abril | 16:45    |
| Chaco For Ever           | 2 - 2     | Flandria                | Juan Alberto García          | 10 de abril | 18:00    |
| Defensores de Belgrano   | 1 - 0     | Quilmes                 | Juan Pasquale                | 11 de abril | 17:00    |
| Güemes (SdE)             | 0 - 1     | Belgrano                | Arturo Miranda               | 11 de abril | 19:10    |
| Ramón Santamarina        | 1 - 1     | Estudiantes (RC)        | Municipal General San Martín | 11 de abril | 20:30    |
| San Martin (T)           | 2 - 0     | Independiente Rivadavia | La Ciudadela                 | 11 de abril | 21:15    |
| Libre: Deportivo Riestra |           |                         |                              |             |          |

| Fecha 11                | Fecha 11  | Fecha 11               | Fecha 11                            | Fecha 11    | Fecha 11 |
| Local                   | Resultado | Visitante              | Estadio                             | Fecha       | Hora     |
| ----------------------- | --------- | ---------------------- | ----------------------------------- | ----------- | -------- |
| Deportivo Madryn        | 4 - 1     | Atlanta                | Abel Sastre                         | 16 de abril | 15:30    |
| Deportivo Morón         | 0 - 0     | San Martín (SJ)        | Nuevo Francisco Urbano              | 16 de abril | 15:30    |
| Temperley               | 0 - 0     | Chaco For Ever         | Alfredo Beranger                    | 16 de abril | 15:30    |
| Flandria                | 3 - 3     | San Telmo              | Carlos V                            | 16 de abril | 15:30    |
| Villa Dálmine           | 0 - 0     | Güemes (SdE)           | El Coliseo de Mitre y Puccini       | 16 de abril | 15:30    |
| Ferro Carril Oeste      | 1 - 4     | San Martín (T)         | Arquitecto Ricardo Etcheverri       | 16 de abril | 16:05    |
| Alvarado                | 3 - 0     | Ramón Santamarina      | José María Minella                  | 16 de abril | 19:30    |
| Belgrano                | 2 - 1     | Deportivo Riestra      | Julio César Villagra                | 16 de abril | 20:35    |
| Deportivo Maipú         | 1 - 1     | Chacarita Juniors      | Pipe Agüero                         | 17 de abril | 14:35    |
| Gimnasia y Esgrima (J)  | 0 - 3     | Gimnasia y Esgrima (M) | 23 de Agosto                        | 17 de abril | 15:00    |
| Almagro                 | 3 - 1     | Atlético de Rafaela    | Tres de Febrero                     | 17 de abril | 15:30    |
| Almirante Brown         | 2 - 2     | All Boys               | Fragata Presidente Sarmiento        | 17 de abril | 16:35    |
| Mitre (SdE)             | 2 - 1     | Tristán Suárez         | Doctores José y Antonio Castiglione | 17 de abril | 20:00    |
| Estudiantes (RC)        | 2 - 1     | Estudiantes (BA)       | Antonio Candini                     | 17 de abril | 20:00    |
| Sacachispas             | 0 - 0     | Agropecuario           | Roberto Larrosa                     | 18 de abril | 15:30    |
| Nueva Chicago           | 2 - 2     | Guillermo Brown        | Nueva Chicago                       | 18 de abril | 19:10    |
| Quilmes                 | 1 - 1     | Brown de Adrogué       | Centenario Ciudad de Quilmes        | 18 de abril | 20:35    |
| Independiente Rivadavia | 3 - 1     | Defensores de Belgrano | Bautista Gargantini                 | 18 de abril | 21:10    |
| Libre: Instituto        |           |                        |                                     |             |          |

| Fecha 12               | Fecha 12  | Fecha 12                | Fecha 12                     | Fecha 12    | Fecha 12 |
| Local                  | Resultado | Visitante               | Estadio                      | Fecha       | Hora     |
| ---------------------- | --------- | ----------------------- | ---------------------------- | ----------- | -------- |
| San Martín (T)         | 0 - 4     | Mitre (SdE)             | La Ciudadela                 | 22 de abril | 21:10    |
| Brown de Adrogué       | 1 - 1     | Independiente Rivadavia | Lorenzo Arandilla            | 23 de abril | 15:00    |
| San Telmo              | 3 - 1     | Temperley               | Doctor Osvaldo Baletto       | 23 de abril | 15:30    |
| Atlanta                | 0 - 0     | Estudiantes (RC)        | Don León Kolbowsky           | 23 de abril | 15:30    |
| Chacarita Juniors      | 2 - 2     | Quilmes                 | Chacarita Juniors            | 23 de abril | 16:10    |
| San Martín (SJ)        | 3 - 2     | Deportivo Madryn        | San Juan del Bicentenario    | 23 de abril | 16:30    |
| Tristán Suárez         | 2 - 1     | Sacachispas             | 20 de Octubre                | 23 de abril | 19:00    |
| Ramón Santamarina      | 0 - 0     | Almagro                 | Municipal General San Martín | 23 de abril | 19:45    |
| All Boys               | 2 - 0     | Gimnasia y Esgrima (J)  | Islas Malvinas               | 23 de abril | 20:10    |
| Chaco For Ever         | 1 - 0     | Deportivo Morón         | Juan Alberto García          | 23 de abril | 21:00    |
| Atlético de Rafaela    | 1 - 1     | Nueva Chicago           | Nuevo Monumental             | 24 de abril | 14:10    |
| Estudiantes (BA)       | 2 - 0     | Alvarado                | Ciudad de Caseros            | 24 de abril | 15:00    |
| Guillermo Brown        | 0 - 1     | Deportivo Maipú         | Raúl Conti                   | 24 de abril | 15:30    |
| Güemes (SdE)           | 2 - 1     | Almirante Brown         | Arturo Miranda               | 24 de abril | 19:00    |
| Deportivo Riestra      | 1 - 1     | Villa Dálmine           | Guillermo Laza               | 25 de abril | 15:30    |
| Agropecuario           | 2 - 0     | Instituto               | Ofelia Rosenzuaig            | 25 de abril | 15:35    |
| Gimnasia y Esgrima (M) | 2 - 1     | Flandria                | Malvinas Argentinas          | 25 de abril | 19:10    |
| Defensores de Belgrano | 2 - 2     | Ferro Carril Oeste      | Juan Pasquale                | 25 de abril | 21:10    |
| Libre: Belgrano        |           |                         |                              |             |          |

| Fecha 13                | Fecha 13  | Fecha 13               | Fecha 13                            | Fecha 13    | Fecha 13 |
| Local                   | Resultado | Visitante              | Estadio                             | Fecha       | Hora     |
| ----------------------- | --------- | ---------------------- | ----------------------------------- | ----------- | -------- |
| Estudiantes (RC)        | 3 - 1     | San Martín (SJ)        | Antonio Candini                     | 29 de abril | 20:10    |
| Villa Dálmine           | 0 - 1     | Belgrano               | El Coliseo de Mitre y Puccini       | 30 de abril | 14:10    |
| Almagro                 | 1 - 1     | Estudiantes (BA)       | Tres de Febrero                     | 30 de abril | 15:30    |
| Deportivo Madryn        | 3 - 2     | Chaco For Ever         | Abel Sastre                         | 30 de abril | 15:30    |
| Deportivo Morón         | 3 - 1     | San Telmo              | Nuevo Francisco Urbano              | 30 de abril | 15:30    |
| Flandria                | 0 - 1     | All Boys               | Carlos V                            | 30 de abril | 15:30    |
| Independiente Rivadavia | 2 - 3     | Chacarita Juniors      | Malvinas Argentinas                 | 30 de abril | 18:00    |
| Gimnasia y Esgrima (J)  | 0 - 2     | Güemes (SdE)           | 23 de Agosto                        | 30 de abril | 19:00    |
| Alvarado                | 3 - 1     | Atlanta                | José María Minella                  | 30 de abril | 19:30    |
| Instituto               | 3 - 0     | Tristán Suárez         | Juan Domingo Perón                  | 30 de abril | 21:00    |
| Almirante Brown         | 1 - 1     | Deportivo Riestra      | Fragata Presidente Sarmiento        | 30 de abril | 21:15    |
| Sacachispas             | 0 - 2     | San Martín (T)         | Roberto Larrosa                     | 2 de mayo   | 15:05    |
| Deportivo Maipú         | 0 - 0     | Atlético de Rafaela    | Pipe Agüero                         | 2 de mayo   | 16:00    |
| Mitre (SdE)             | 0 - 0     | Defensores de Belgrano | Doctores José y Antonio Castiglione | 2 de mayo   | 16:30    |
| Quilmes                 | 1 - 0     | Guillermo Brown        | Centenario Ciudad de Quilmes        | 2 de mayo   | 17:05    |
| Nueva Chicago           | 4 - 0     | Ramón Santamarina      | Nueva Chicago                       | 2 de mayo   | 19:10    |
| Temperley               | 1 - 1     | Gimnasia y Esgrima (M) | Alfredo Beranger                    | 2 de mayo   | 21:10    |
| Ferro Carril Oeste      | 0 - 1     | Brown de Adrogué       | Arquitecto Ricardo Etcheverri       | 3 de mayo   | 21:10    |
| Libre: Agropecuario     |           |                        |                                     |             |          |

| Fecha 14               | Fecha 14  | Fecha 14                | Fecha 14                     | Fecha 14  | Fecha 14 |
| Local                  | Resultado | Visitante               | Estadio                      | Fecha     | Hora     |
| ---------------------- | --------- | ----------------------- | ---------------------------- | --------- | -------- |
| San Telmo              | 2 - 1     | Deportivo Madryn        | Doctor Osvaldo Baletto       | 6 de mayo | 15:30    |
| Atlanta                | 1 - 1     | Almagro                 | Don León Kolbowsky           | 6 de mayo | 21:10    |
| Deportivo Riestra      | 0 - 4     | Gimnasia y Esgrima (J)  | Guillermo Laza               | 7 de mayo | 15:30    |
| Defensores de Belgrano | 1 - 1     | Sacachispas             | Juan Pasquale                | 7 de mayo | 15:30    |
| San Martín (SJ)        | 0 - 0     | Alvarado                | Ingeniero Hilario Sánchez    | 7 de mayo | 16:00    |
| Estudiantes (BA)       | 1 - 0     | Nueva Chicago           | Ciudad de Caseros            | 7 de mayo | 18:10    |
| Atlético de Rafaela    | 1 - 2     | Quilmes                 | Nuevo Monumental             | 7 de mayo | 19:00    |
| Tristán Suárez         | 0 - 1     | Agropecuario            | 20 de Octubre                | 7 de mayo | 19:00    |
| Belgrano               | 1 - 0     | Almirante Brown         | Julio César Villagra         | 7 de mayo | 19:10    |
| Brown de Adrogué       | 0 - 3     | Mitre (SdE)             | Lorenzo Arandilla            | 8 de mayo | 11:00    |
| Guillermo Brown        | 3 - 2     | Independiente Rivadavia | Raúl Conti                   | 8 de mayo | 15:00    |
| Gimnasia y Esgrima (M) | 1 - 0     | Deportivo Morón         | Víctor Antonio Legrotaglie   | 8 de mayo | 16:00    |
| Chaco For Ever         | 3 - 0     | Estudiantes (RC)        | Juan Alberto García          | 8 de mayo | 16:00    |
| Chacarita Juniors      | 1 - 1     | Ferro Carril Oeste      | Chacarita Juniors            | 8 de mayo | 18:35    |
| Güemes (SdE)           | 0 - 0     | Flandria                | Arturo Miranda               | 8 de mayo | 19:00    |
| All Boys               | 2 - 0     | Temperley               | Islas Malvinas               | 9 de mayo | 19:10    |
| Ramón Santamarina      | 0 - 0     | Deportivo Maipú         | Municipal General San Martín | 9 de mayo | 20:30    |
| San Martin (T)         | 0 - 0     | Instituto               | La Ciudadela                 | 9 de mayo | 21:10    |
| Libre: Villa Dálmine   |           |                         |                              |           |          |

| Fecha 15                | Fecha 15  | Fecha 15               | Fecha 15                            | Fecha 15   | Fecha 15 |
| Local                   | Resultado | Visitante              | Estadio                             | Fecha      | Hora     |
| ----------------------- | --------- | ---------------------- | ----------------------------------- | ---------- | -------- |
| Nueva Chicago           | 1 - 0     | Atlanta                | Nueva Chicago                       | 14 de mayo | 15:00    |
| Deportivo Madryn        | 2 - 0     | Gimnasia y Esgrima (M) | Abel Sastre                         | 14 de mayo | 15:00    |
| Deportivo Maipú         | 0 - 1     | Estudiantes (BA)       | Omar Higinio Sperdutti              | 14 de mayo | 15:30    |
| Almagro                 | 1 - 0     | San Martín (SJ)        | Tres de Febrero                     | 14 de mayo | 15:30    |
| Agropecuario            | 1 - 1     | San Martín (T)         | Ofelia Rosenzuaig                   | 14 de mayo | 15:30    |
| Sacachispas             | 1 - 2     | Brown de Adrogué       | Roberto Larrosa                     | 14 de mayo | 15:30    |
| Quilmes                 | 2 - 0     | Ramón Santamarina      | Centenario Ciudad de Quilmes        | 14 de mayo | 17:00    |
| Instituto               | 2 - 1     | Defensores de Belgrano | Juan Domingo Perón                  | 15 de mayo | 15:00    |
| Temperley               | 1 - 0     | Güemes (SdE)           | Alfredo Beranger                    | 15 de mayo | 15:30    |
| Flandria                | 0 - 0     | Deportivo Riestra      | Carlos V                            | 15 de mayo | 15:30    |
| Alvarado                | 0 - 3     | Chaco For Ever         | José María Minella                  | 15 de mayo | 16:30    |
| Estudiantes (RC)        | 2 - 1     | San Telmo              | Antonio Candini                     | 15 de mayo | 16:30    |
| Independiente Rivadavia | 1 - 0     | Atlético de Rafaela    | Bautista Gargantini                 | 15 de mayo | 17:00    |
| Mitre (SdE)             | 0 - 3     | Chacarita Juniors      | Doctores José y Antonio Castiglione | 15 de mayo | 17:10    |
| Gimnasia y Esgrima (J)  | 1 - 0     | Belgrano               | 23 de Agosto                        | 15 de mayo | 19:10    |
| Ferro Carril Oeste      | 1 - 0     | Guillermo Brown        | Arquitecto Ricardo Etcheverri       | 16 de mayo | 19:00    |
| Deportivo Morón         | 0 - 0     | All Boys               | Nuevo Francisco Urbano              | 16 de mayo | 19:10    |
| Almirante Brown         | 2 - 2     | Villa Dálmine          | Fragata Presidente Sarmiento        | 16 de mayo | 21:10    |
| Libre: Tristán Suárez   |           |                        |                                     |            |          |

| Fecha 16               | Fecha 16  | Fecha 16                | Fecha 16                      | Fecha 16   | Fecha 16 |
| Local                  | Resultado | Visitante               | Estadio                       | Fecha      | Hora     |
| ---------------------- | --------- | ----------------------- | ----------------------------- | ---------- | -------- |
| Atlanta                | 0 - 0     | Deportivo Maipú         | Don León Kolbowsky            | 20 de mayo | 19:10    |
| All Boys               | 1 - 1     | Deportivo Madryn        | Islas Malvinas                | 20 de mayo | 21:00    |
| Belgrano               | 2 - 0     | Flandria                | Julio César Villagra          | 20 de mayo | 21:10    |
| Brown de Adrogué       | 2 - 1     | Instituto               | Lorenzo Arandilla             | 21 de mayo | 15:10    |
| Defensores de Belgrano | 0 - 0     | Agropecuario            | Juan Pasquale                 | 21 de mayo | 15:10    |
| Villa Dálmine          | 3 - 0     | Gimnasia y Esgrima (J)  | El Coliseo de Mitre y Puccini | 21 de mayo | 15:30    |
| Ramón Santamarina      | 0 - 3     | Independiente Rivadavia | Municipal General San Martín  | 21 de mayo | 15:30    |
| San Martín (SJ)        | 3 - 1     | Nueva Chicago           | Ingeniero Hilario Sánchez     | 21 de mayo | 16:00    |
| Estudiantes (BA)       | 2 - 1     | Quilmes                 | Ciudad de Caseros             | 21 de mayo | 19:10    |
| San Telmo              | 0 - 1     | Alvarado                | Doctor Osvaldo Baletto        | 22 de mayo | 14:00    |
| Guillermo Brown        | 2 - 1     | Mitre (SdE)             | Raúl Conti                    | 22 de mayo | 14:00    |
| Gimnasia y Esgrima (M) | 2 - 0     | Estudiantes (RC)        | Víctor Antonio Legrotaglie    | 22 de mayo | 16:00    |
| Atlético de Rafaela    | 0 - 1     | Ferro Carril Oeste      | Nuevo Monumental              | 22 de mayo | 16:00    |
| Chacarita Juniors      | 0 - 1     | Sacachispas             | Chacarita Juniors             | 22 de mayo | 17:00    |
| Güemes (SdE)           | 0 - 0     | Deportivo Morón         | Arturo Miranda                | 22 de mayo | 19:00    |
| San Martín (T)         | 1 - 0     | Tristán Suárez          | La Ciudadela                  | 22 de mayo | 21:30    |
| Deportivo Riestra      | 1 - 2     | Temperley               | Guillermo Laza                | 23 de mayo | 16:35    |
| Chaco For Ever         | 0 - 1     | Almagro                 | Juan Alberto García           | 23 de mayo | 21:10    |
| Libre: Almirante Brown |           |                         |                               |            |          |

| Fecha 17                | Fecha 17  | Fecha 17               | Fecha 17                      | Fecha 17   | Fecha 17 |
| Local                   | Resultado | Visitante              | Estadio                       | Fecha      | Hora     |
| ----------------------- | --------- | ---------------------- | ----------------------------- | ---------- | -------- |
| Independiente Rivadavia | 2 - 0     | Estudiantes (BA)       | Juan Gilberto Funes           | 27 de mayo | 18:00    |
| Agropecuario            | 1 - 1     | Brown de Adrogué       | Ofelia Rosenzuaig             | 27 de mayo | 20:10    |
| Nueva Chicago           | 1 - 0     | Chaco For Ever         | Nueva Chicago                 | 28 de mayo | 15:10    |
| Instituto               | 2 - 0     | Chacarita Juniors      | Juan Domingo Perón            | 28 de mayo | 15:10    |
| Sacachispas             | 0 - 0     | Guillermo Brown        | Roberto Larrosa               | 28 de mayo | 15:30    |
| Flandria                | 3 - 1     | Villa Dálmine          | Carlos V                      | 28 de mayo | 15:30    |
| Tristán Suárez          | 0 - 2     | Defensores de Belgrano | 20 de Octubre                 | 28 de mayo | 18:00    |
| Quilmes                 | 1 - 3     | Atlanta                | Centenario Ciudad de Quilmes  | 28 de mayo | 19:10    |
| Deportivo Madryn        | 0 - 1     | Güemes (SdE)           | Abel Sastre                   | 29 de mayo | 15:00    |
| Estudiantes (RC)        | 1 - 1     | All Boys               | Antonio Candini               | 29 de mayo | 15:10    |
| Deportivo Maipú         | 2 - 2     | San Martín (SJ)        | Omar Higinio Sperdutti        | 29 de mayo | 15:30    |
| Gimnasia y Esgrima (J)  | 3 - 0     | Almirante Brown        | 23 de Agosto                  | 29 de mayo | 15:30    |
| Alvarado                | 0 - 0     | Gimnasia y Esgrima (M) | José María Minella            | 29 de mayo | 16:00    |
| Mitre (SdE)             | 2 - 2     | Atlético de Rafaela    | Único Madre de Ciudades       | 29 de mayo | 17:00    |
| Temperley               | 1 - 1     | Belgrano               | Alfredo Beranger              | 29 de mayo | 17:10    |
| Ferro Carril Oeste      | 1 - 0     | Ramón Santamarina      | Arquitecto Ricardo Etcheverri | 29 de mayo | 19:10    |
| Almagro                 | 2 - 1     | San Telmo              | Tres de Febrero               | 29 de mayo | 21:10    |
| Deportivo Morón         | 1 - 1     | Deportivo Riestra      | Nuevo Francisco Urbano        | 30 de mayo | 21:10    |
| Libre: San Martín (T)   |           |                        |                               |            |          |

| Fecha 18                      | Fecha 18  | Fecha 18                | Fecha 18                      | Fecha 18   | Fecha 18 |
| Local                         | Resultado | Visitante               | Estadio                       | Fecha      | Hora     |
| ----------------------------- | --------- | ----------------------- | ----------------------------- | ---------- | -------- |
| Atlanta                       | 0 - 2     | Independiente Rivadavia | Don León Kolbowsky            | 3 de junio | 20:10    |
| Chaco For Ever                | 2 - 2     | Deportivo Maipú         | Juan Alberto García           | 4 de junio | 15:30    |
| San Martín (SJ)               | 2 - 1     | Quilmes                 | Ingeniero Hilario Sánchez     | 4 de junio | 16:00    |
| Chacarita Juniors             | 1 - 1     | Agropecuario            | Chacarita Juniors             | 4 de junio | 17:35    |
| All Boys                      | 3 - 1     | Alvarado                | Islas Malvinas                | 4 de junio | 19:35    |
| Estudiantes (BA)              | 1 - 2     | Ferro Carril Oeste      | Ciudad de Caseros             | 4 de junio | 20:05    |
| Guillermo Brown               | 2 - 0     | Instituto               | Raúl Conti                    | 5 de junio | 11:00    |
| Gimnasia y Esgrima (M)        | 1 - 0     | Almagro                 | Víctor Antonio Legrotaglie    | 5 de junio | 13:00    |
| San Telmo                     | 1 - 1     | Nueva Chicago           | Doctor Osvaldo Baletto        | 5 de junio | 13:00    |
| Brown de Adrogué              | 1 - 0     | Tristán Suárez          | Lorenzo Arandilla             | 5 de junio | 13:00    |
| Atlético de Rafaela           | 1 - 1     | Sacachispas             | Nuevo Monumental              | 5 de junio | 18:00    |
| Güemes (SdE)                  | 2 - 0     | Estudiantes (RC)        | Arturo Miranda                | 5 de junio | 19:00    |
| Ramón Santamarina             | 1 - 1     | Mitre (SdE)             | Municipal General San Martín  | 5 de junio | 19:00    |
| Belgrano                      | 1 - 0     | Deportivo Morón         | Julio César Villagra          | 5 de junio | 21:30    |
| Deportivo Riestra             | 0 - 0     | Deportivo Madryn        | Guillermo Laza                | 6 de junio | 15:30    |
| Villa Dálmine                 | 0 - 0     | Temperley               | El Coliseo de Mitre y Puccini | 6 de junio | 18:10    |
| Defensores de Belgrano        | 0 - 0     | San Martín (T)          | Juan Pasquale                 | 6 de junio | 21:10    |
| Almirante Brown               | 0 - 1     | Flandria                | Fragata Presidente Sarmiento  | 7 de junio | 18:10    |
| Libre: Gimnasia y Esgrima (J) |           |                         |                               |            |          |

| Fecha 19                      | Fecha 19  | Fecha 19               | Fecha 19                            | Fecha 19    | Fecha 19 |
| Local                         | Resultado | Visitante              | Estadio                             | Fecha       | Hora     |
| ----------------------------- | --------- | ---------------------- | ----------------------------------- | ----------- | -------- |
| Nueva Chicago                 | 1 - 1     | Gimnasia y Esgrima (M) | Nueva Chicago                       | 10 de junio | 19:10    |
| Instituto                     | 0 - 0     | Atlético de Rafaela    | Juan Domingo Perón                  | 11 de junio | 15:00    |
| Tristán Suárez                | 3 - 2     | Chacarita Juniors      | 20 de Octubre                       | 11 de junio | 15:10    |
| Quilmes                       | 2 - 0     | Chaco For Ever         | Centenario Ciudad de Quilmes        | 11 de junio | 15:30    |
| Flandria                      | 0 - 0     | Gimnasia y Esgrima (J) | Carlos V                            | 11 de junio | 15:30    |
| Deportivo Madryn              | 1 - 1     | Belgrano               | Abel Sastre                         | 12 de junio | 14:05    |
| Deportivo Maipú               | 2 - 0     | San Telmo              | Omar Higinio Sperdutti              | 12 de junio | 15:00    |
| Sacachispas                   | 2 - 1     | Ramón Santamarina      | Roberto Larrosa                     | 12 de junio | 15:30    |
| Deportivo Morón               | 1 - 0     | Villa Dálmine          | Nuevo Francisco Urbano              | 12 de junio | 15:30    |
| Mitre (SdE)                   | 2 - 0     | Estudiantes (BA)       | Doctores José y Antonio Castiglione | 12 de junio | 16:00    |
| Alvarado                      | 2 - 1     | Güemes (SdE)           | José María Minella                  | 12 de junio | 16:00    |
| Estudiantes (RC)              | 2 - 1     | Deportivo Riestra      | Antonio Candini                     | 12 de junio | 16:00    |
| Temperley                     | 1 - 1     | Almirante Brown        | Alfredo Beranger                    | 12 de junio | 16:10    |
| Almagro                       | 0 - 0     | All Boys               | Tres de Febrero                     | 12 de junio | 18:10    |
| Agropecuario                  | 1 - 1     | Guillermo Brown        | Ofelia Rosenzuaig                   | 13 de junio | 18:30    |
| Independiente Rivadavia       | 0 - 0     | San Martín (SJ)        | Bautista Gargantini                 | 13 de junio | 20:00    |
| San Martín (T)                | 2 - 1     | Brown de Adrogué       | La Ciudadela                        | 13 de junio | 20:10    |
| Ferro Carril Oeste            | 1 - 0     | Atlanta                | Arquitecto Ricardo Etcheverri       | 14 de junio | 21:10    |
| Libre: Defensores de Belgrano |           |                        |                                     |             |          |

| Fecha 20               | Fecha 20  | Fecha 20                | Fecha 20                      | Fecha 20    | Fecha 20 |
| Local                  | Resultado | Visitante               | Estadio                       | Fecha       | Hora     |
| ---------------------- | --------- | ----------------------- | ----------------------------- | ----------- | -------- |
| Ramón Santamarina      | 0 - 4     | Instituto               | Municipal General San Martín  | 17 de junio | 21:10    |
| All Boys               | 3 - 0     | Nueva Chicago           | Islas Malvinas                | 18 de junio | 14:10    |
| Estudiantes (BA)       | 1 - 1     | Sacachispas             | Ciudad de Caseros             | 18 de junio | 15:00    |
| Villa Dálmine          | 3 - 3     | Deportivo Madryn        | El Coliseo de Mitre y Puccini | 18 de junio | 15:30    |
| Deportivo Riestra      | 3 - 0     | Alvarado                | Guillermo Laza                | 18 de junio | 15:30    |
| Gimnasia y Esgrima (M) | 1 - 1     | Deportivo Maipú         | Víctor Antonio Legrotaglie    | 18 de junio | 15:30    |
| Almirante Brown        | 1 - 1     | Deportivo Morón         | Fragata Presidente Sarmiento  | 18 de junio | 15:30    |
| Atlético de Rafaela    | 2 - 2     | Agropecuario            | Nuevo Monumental              | 18 de junio | 16:00    |
| Chaco For Ever         | 1 - 1     | Independiente Rivadavia | Juan Alberto García           | 18 de junio | 18:10    |
| Chacarita Juniors      | 0 - 0     | San Martín (T)          | Chacarita Juniors             | 18 de junio | 20:10    |
| San Martín (SJ)        | 1 - 0     | Ferro Carril Oeste      | Ingeniero Hilario Sánchez     | 19 de junio | 11:00    |
| San Telmo              | 3 - 2     | Quilmes                 | Doctor Osvaldo Baletto        | 19 de junio | 13:45    |
| Gimnasia y Esgrima (J) | 3 - 0     | Temperley               | 23 de Agosto                  | 19 de junio | 15:00    |
| Guillermo Brown        | 1 - 0     | Tristán Suárez          | Raúl Conti                    | 19 de junio | 15:00    |
| Belgrano               | 0 - 0     | Estudiantes (RC)        | Julio César Villagra          | 19 de junio | 15:50    |
| Güemes (SdE)           | 1 - 2     | Almagro                 | Arturo Miranda                | 19 de junio | 19:00    |
| Atlanta                | 0 - 1     | Mitre (SdE)             | Don León Kolbowsky            | 20 de junio | 15:00    |
| Brown de Adrogué       | 0 - 0     | Defensores de Belgrano  | Lorenzo Arandilla             | 20 de junio | 15:00    |
| Libre: Flandria        |           |                         |                               |             |          |

| Fecha 21                | Fecha 21  | Fecha 21               | Fecha 21                            | Fecha 21    | Fecha 21 |
| Local                   | Resultado | Visitante              | Estadio                             | Fecha       | Hora     |
| ----------------------- | --------- | ---------------------- | ----------------------------------- | ----------- | -------- |
| Quilmes                 | 0 - 0     | Gimnasia y Esgrima (M) | Centenario Ciudad de Quilmes        | 24 de junio | 20:00    |
| Instituto               | 1 - 0     | Estudiantes (BA)       | Juan Domingo Perón                  | 24 de junio | 21:00    |
| Deportivo Morón         | 1 - 1     | Gimnasia y Esgrima (J) | Nuevo Francisco Urbano              | 25 de junio | 14:10    |
| Alvarado                | 0 - 1     | Belgrano               | José María Minella                  | 25 de junio | 16:10    |
| Temperley               | 2 - 0     | Flandria               | Alfredo Beranger                    | 25 de junio | 18:10    |
| Almagro                 | 0 - 1     | Deportivo Riestra      | Tres de Febrero                     | 26 de junio | 15:00    |
| Deportivo Madryn        | 2 - 0     | Almirante Brown        | Abel Sastre                         | 26 de junio | 15:00    |
| Deportivo Maipú         | 1 - 1     | All Boys               | Omar Higinio Sperdutti              | 26 de junio | 15:30    |
| Agropecuario            | 1 - 2     | Ramón Santamarina      | Ofelia Rosenzuaig                   | 26 de junio | 16:00    |
| Mitre (SdE)             | 0 - 1     | San Martín (SJ)        | Doctores José y Antonio Castiglione | 26 de junio | 16:00    |
| Estudiantes (RC)        | 4 - 1     | Villa Dálmine          | Antonio Candini                     | 26 de junio | 16:00    |
| Independiente Rivadavia | 4 - 0     | San Telmo              | Bautista Gargantini                 | 26 de junio | 16:30    |
| Tristán Suárez          | 4 - 0     | Atlético de Rafaela    | 20 de Octubre                       | 26 de junio | 18:00    |
| San Martín (T)          | 1 - 0     | Guillermo Brown        | La Ciudadela                        | 26 de junio | 20:00    |
| Sacachispas             | 0 - 0     | Atlanta                | Roberto Larrosa                     | 27 de junio | 15:30    |
| Ferro Carril Oeste      | 0 - 0     | Chaco For Ever         | Arquitecto Ricardo Etcheverri       | 27 de junio | 18:00    |
| Nueva Chicago           | 0 - 2     | Güemes (SdE)           | Nueva Chicago                       | 27 de junio | 19:00    |
| Defensores de Belgrano  | 2 - 0     | Chacarita Juniors      | Juan Pasquale                       | 27 de junio | 21:15    |
| Libre: Brown de Adrogué |           |                        |                                     |             |          |

| Fecha 22               | Fecha 22  | Fecha 22                | Fecha 22                      | Fecha 22   | Fecha 22 |
| Local                  | Resultado | Visitante               | Estadio                       | Fecha      | Hora     |
| ---------------------- | --------- | ----------------------- | ----------------------------- | ---------- | -------- |
| Belgrano               | 2 - 1     | Almagro                 | Julio César Villagra          | 1 de julio | 19:10    |
| Deportivo Riestra      | 3 - 0     | Nueva Chicago           | Guillermo Laza                | 2 de julio | 14:10    |
| Almirante Brown        | 2 - 2     | Estudiantes (RC)        | Fragata Presidente Sarmiento  | 2 de julio | 15:00    |
| Estudiantes (BA)       | 2 - 0     | Agropecuario            | Ciudad de Caseros             | 2 de julio | 18:05    |
| All Boys               | 3 - 1     | Quilmes                 | Islas Malvinas                | 2 de julio | 19:10    |
| Chacarita Juniors      | 2 - 1     | Brown de Adrogué        | Chacarita Juniors             | 2 de julio | 20:10    |
| Gimnasia y Esgrima (M) | 2 - 0     | Independiente Rivadavia | Víctor Antonio Legrotaglie    | 3 de julio | 14:45    |
| San Telmo              | 2 - 0     | Ferro Carril Oeste      | Doctor Osvaldo Baletto        | 3 de julio | 15:00    |
| Guillermo Brown        | 0 - 3     | Defensores de Belgrano  | Raúl Conti                    | 3 de julio | 15:00    |
| Flandria               | 0 - 0     | Deportivo Morón         | Carlos V                      | 3 de julio | 15:30    |
| San Martín (SJ)        | 5 - 0     | Sacachispas             | Ingeniero Hilario Sánchez     | 3 de julio | 15:30    |
| Güemes (SdE)           | 2 - 1     | Deportivo Maipú         | Arturo Miranda                | 3 de julio | 16:00    |
| Chaco For Ever         | 1 - 0     | Mitre (SdE)             | Juan Alberto García           | 3 de julio | 16:00    |
| Ramón Santamarina      | 0 - 0     | Tristán Suárez          | Municipal General San Martín  | 3 de julio | 16:00    |
| Atlanta                | 0 - 0     | Instituto               | Don León Kolbowsky            | 3 de julio | 17:00    |
| Atlético de Rafaela    | 1 - 1     | San Martín (T)          | Nuevo Monumental              | 3 de julio | 18:30    |
| Gimnasia y Esgrima (J) | 0 - 0     | Deportivo Madryn        | 23 de Agosto                  | 4 de julio | 15:00    |
| Villa Dálmine          | 1 - 1     | Alvarado                | El Coliseo de Mitre y Puccini | 4 de julio | 15:00    |
| Libre: Temperley       |           |                         |                               |            |          |

| Fecha 23                 | Fecha 23  | Fecha 23               | Fecha 23                            | Fecha 23    | Fecha 23 |
| Local                    | Resultado | Visitante              | Estadio                             | Fecha       | Hora     |
| ------------------------ | --------- | ---------------------- | ----------------------------------- | ----------- | -------- |
| Nueva Chicago            | 0 - 1     | Belgrano               | Nueva Chicago                       | 8 de julio  | 18:10    |
| Ferro Carril Oeste       | 0 - 0     | Gimnasia y Esgrima (M) | Arquitecto Ricardo Etcheverri       | 8 de julio  | 20:10    |
| Brown de Adrogué         | 2 - 0     | Guillermo Brown        | Lorenzo Arandilla                   | 9 de julio  | 15:00    |
| Tristán Suárez           | 2 - 0     | Estudiantes (BA)       | 20 de Octubre                       | 9 de julio  | 15:00    |
| Almagro                  | 1 - 0     | Villa Dálmine          | Tres de Febrero                     | 9 de julio  | 15:00    |
| Deportivo Maipú          | 2 - 2     | Deportivo Riestra      | Omar Higinio Sperdutti              | 9 de julio  | 15:30    |
| Agropecuario             | 1 - 0     | Atlanta                | Ofelia Rosenzuaig                   | 9 de julio  | 18:00    |
| Independiente Rivadavia  | 1 - 1     | All Boys               | Bautista Gargantini                 | 9 de julio  | 19:10    |
| Quilmes                  | 0 - 2     | Güemes (SdE)           | Centenario Ciudad de Quilmes        | 9 de julio  | 20:10    |
| Deportivo Morón          | 1 - 1     | Temperley              | Nuevo Francisco Urbano              | 9 de julio  | 21:10    |
| Instituto                | 2 - 1     | San Martín (SJ)        | Juan Domingo Perón                  | 10 de julio | 15:00    |
| Sacachispas              | 0 - 1     | Chaco For Ever         | Roberto Larrosa                     | 10 de julio | 15:00    |
| Deportivo Madryn         | 3 - 2     | Flandria               | Abel Sastre                         | 10 de julio | 15:00    |
| Mitre (SdE)              | 2 - 1     | San Telmo              | Doctores José y Antonio Castiglione | 10 de julio | 16:00    |
| Estudiantes (RC)         | 3 - 1     | Gimnasia y Esgrima (J) | Antonio Candini                     | 10 de julio | 16:00    |
| Defensores de Belgrano   | 1 - 1     | Atlético de Rafaela    | Juan Pasquale                       | 11 de julio | 17:35    |
| Alvarado                 | 0 - 2     | Almirante Brown        | José María Minella                  | 11 de julio | 19:40    |
| San Martín (T)           | 4 - 0     | Ramón Santamarina      | La Ciudadela                        | 11 de julio | 21:40    |
| Libre: Chacarita Juniors |           |                        |                                     |             |          |

| Fecha 24               | Fecha 24  | Fecha 24                | Fecha 24                      | Fecha 24    | Fecha 24 |
| Local                  | Resultado | Visitante               | Estadio                       | Fecha       | Hora     |
| ---------------------- | --------- | ----------------------- | ----------------------------- | ----------- | -------- |
| Villa Dálmine          | 4 - 3     | Nueva Chicago           | El Coliseo de Mitre y Puccini | 14 de julio | 21:10    |
| Deportivo Riestra      | 1 - 1     | Quilmes                 | Guillermo Laza                | 15 de julio | 15:00    |
| All Boys               | 3 - 1     | Ferro Carril Oeste      | Islas Malvinas                | 15 de julio | 21:10    |
| Atlanta                | 1 - 0     | Tristán Suárez          | Don León Kolbowsky            | 16 de julio | 14:10    |
| Temperley              | 1 - 1     | Deportivo Madryn        | Alfredo Beranger              | 16 de julio | 15:00    |
| Flandria               | 0 - 1     | Estudiantes (RC)        | Carlos V                      | 16 de julio | 15:00    |
| Gimnasia y Esgrima (M) | 3 - 0     | Mitre (SdE)             | Víctor Antonio Legrotaglie    | 16 de julio | 15:30    |
| San Martín (SJ)        | 3 - 0     | Agropecuario            | Ingeniero Hilario Sánchez     | 16 de julio | 15:30    |
| Estudiantes (BA)       | 0 - 0     | San Martín (T)          | Ciudad de Caseros             | 16 de julio | 18:10    |
| San Telmo              | 0 - 0     | Sacachispas             | Doctor Osvaldo Baletto        | 17 de julio | 15:00    |
| Guillermo Brown        | 0 - 0     | Chacarita Juniors       | Raúl Conti                    | 17 de julio | 15:05    |
| Gimnasia y Esgrima (J) | 3 - 2     | Alvarado                | 23 de Agosto                  | 17 de julio | 15:30    |
| Chaco For Ever         | 1 - 2     | Instituto               | Juan Alberto García           | 17 de julio | 16:00    |
| Atlético de Rafaela    | 1 - 0     | Brown de Adrogué        | Nuevo Monumental              | 17 de julio | 16:00    |
| Belgrano               | 1 - 0     | Deportivo Maipú         | Julio César Villagra          | 17 de julio | 17:10    |
| Almirante Brown        | 0 - 0     | Almagro                 | Fragata Presidente Sarmiento  | 17 de julio | 17:40    |
| Güemes (SdE)           | 0 - 0     | Independiente Rivadavia | Arturo Miranda                | 18 de julio | 18:05    |
| Ramón Santamarina      | 1 - 1     | Defensores de Belgrano  | Municipal General San Martín  | 18 de julio | 21:30    |
| Libre: Deportivo Morón |           |                         |                               |             |          |

| Fecha 25                | Fecha 25  | Fecha 25               | Fecha 25                            | Fecha 25    | Fecha 25 |
| Local                   | Resultado | Visitante              | Estadio                             | Fecha       | Hora     |
| ----------------------- | --------- | ---------------------- | ----------------------------------- | ----------- | -------- |
| Estudiantes (RC)        | 0 - 0     | Temperley              | Antonio Candini                     | 22 de julio | 14:00    |
| Deportivo Maipú         | 4 - 0     | Villa Dálmine          | Omar Higinio Sperdutti              | 22 de julio | 15:00    |
| Sacachispas             | 0 - 0     | Gimnasia y Esgrima (M) | Roberto Larrosa                     | 22 de julio | 15:00    |
| Mitre (SdE)             | 1 - 0     | All Boys               | Doctores José y Antonio Castiglione | 22 de julio | 16:00    |
| Alvarado                | 2 - 2     | Flandria               | José María Minella                  | 22 de julio | 19:00    |
| Tristán Suárez          | 3 - 0     | San Martín (SJ)        | 20 de Octubre                       | 22 de julio | 19:00    |
| Ferro Carril Oeste      | 1 - 0     | Güemes (SdE)           | Arquitecto Ricardo Etcheverri       | 22 de julio | 19:10    |
| San Martín (T)          | 0 - 0     | Atlanta                | La Ciudadela                        | 22 de julio | 21:10    |
| Deportivo Madryn        | 0 - 1     | Deportivo Morón        | Abel Sastre                         | 23 de julio | 15:00    |
| Almagro                 | 2 - 0     | Gimnasia y Esgrima (J) | Tres de Febrero                     | 23 de julio | 15:00    |
| Brown de Adrogué        | 0 - 1     | Ramón Santamarina      | Lorenzo Arandilla                   | 23 de julio | 15:00    |
| Independiente Rivadavia | 2 - 0     | Deportivo Riestra      | Bautista Gargantini                 | 23 de julio | 15:30    |
| Defensores de Belgrano  | 1 - 0     | Estudiantes (BA)       | Juan Pasquale                       | 23 de julio | 15:30    |
| Chacarita Juniors       | 3 - 1     | Atlético de Rafaela    | Chacarita Juniors                   | 23 de julio | 15:30    |
| Nueva Chicago           | 2 - 2     | Almirante Brown        | Nueva Chicago                       | 23 de julio | 15:35    |
| Agropecuario            | 0 - 0     | Chaco For Ever         | Ofelia Rosenzuaig                   | 23 de julio | 16:00    |
| Instituto               | 2 - 0     | San Telmo              | Juan Domingo Perón                  | 23 de julio | 17:40    |
| Quilmes                 | 0 - 0     | Belgrano               | Centenario Ciudad de Quilmes        | 23 de julio | 19:45    |
| Libre: Guillermo Brown  |           |                        |                                     |             |          |

| Fecha 26                | Fecha 26  | Fecha 26                | Fecha 26                      | Fecha 26    | Fecha 26 |
| Local                   | Resultado | Visitante               | Estadio                       | Fecha       | Hora     |
| ----------------------- | --------- | ----------------------- | ----------------------------- | ----------- | -------- |
| Estudiantes (BA)        | 1 - 0     | Brown de Adrogué        | Ciudad de Caseros             | 26 de julio | 21:10    |
| Deportivo Riestra       | 1 - 0     | Ferro Carril Oeste      | Guillermo Laza                | 27 de julio | 15:00    |
| Temperley               | 0 - 0     | Alvarado                | Alfredo Beranger              | 27 de julio | 15:00    |
| Flandria                | 0 - 3     | Almagro                 | Carlos V                      | 27 de julio | 15:00    |
| Gimnasia y Esgrima (J)  | 2 - 0     | Nueva Chicago           | 23 de Agosto                  | 27 de julio | 15:00    |
| Villa Dálmine           | 2 - 0     | Quilmes                 | El Coliseo de Mitre y Puccini | 27 de julio | 15:00    |
| Gimnasia y Esgrima (M)  | 2 - 0     | Instituto               | Víctor Antonio Legrotaglie    | 27 de julio | 15:05    |
| San Telmo               | 0 - 0     | Agropecuario            | Doctor Osvaldo Baletto        | 27 de julio | 15:30    |
| Almirante Brown         | 2 - 1     | Deportivo Maipú         | Fragata Presidente Sarmiento  | 27 de julio | 19:00    |
| Güemes (SdE)            | 1 - 1     | Mitre (SdE)             | Arturo Miranda                | 27 de julio | 19:00    |
| Atlanta                 | 0 - 2     | Defensores de Belgrano  | Don León Kolbowsky            | 27 de julio | 19:30    |
| All Boys                | 2 - 1     | Sacachispas             | Islas Malvinas                | 27 de julio | 20:05    |
| Ramón Santamarina       | 1 - 1     | Chacarita Juniors       | Municipal General San Martín  | 27 de julio | 20:30    |
| Chaco For Ever          | 1 - 0     | Tristán Suárez          | Juan Alberto García           | 27 de julio | 21:00    |
| Belgrano                | 1 - 1     | Independiente Rivadavia | Julio César Villagra          | 27 de julio | 21:35    |
| San Martín (SJ)         | 0 - 2     | San Martín (T)          | Ingeniero Hilario Sánchez     | 28 de julio | 15:35    |
| Atlético de Rafaela     | 4 - 1     | Guillermo Brown         | Nuevo Monumental              | 28 de julio | 18:35    |
| Deportivo Morón         | 2 - 2     | Estudiantes (RC)        | Nuevo Francisco Urbano        | 28 de julio | 21:35    |
| Libre: Deportivo Madryn |           |                         |                               |             |          |

| Fecha 27                   | Fecha 27  | Fecha 27               | Fecha 27                            | Fecha 27    | Fecha 27 |
| Local                      | Resultado | Visitante              | Estadio                             | Fecha       | Hora     |
| -------------------------- | --------- | ---------------------- | ----------------------------------- | ----------- | -------- |
| Brown de Adrogué           | 1 - 2     | Atlanta                | Lorenzo Arandilla                   | 31 de julio | 13:40    |
| Sacachispas                | 0 - 2     | Güemes (SdE)           | Roberto Larrosa                     | 31 de julio | 15:00    |
| Deportivo Maipú            | 3 - 0     | Gimnasia y Esgrima (J) | Omar Higinio Sperdutti              | 31 de julio | 15:30    |
| Chacarita Juniors          | 0 - 1     | Estudiantes (BA)       | Chacarita Juniors                   | 31 de julio | 15:40    |
| Quilmes                    | 2 - 0     | Almirante Brown        | Centenario Ciudad de Quilmes        | 31 de julio | 15:40    |
| Independiente Rivadavia    | 0 - 0     | Villa Dálmine          | Bautista Gargantini                 | 31 de julio | 16:00    |
| Agropecuario               | 0 - 1     | Gimnasia y Esgrima (M) | Ofelia Rosenzuaig                   | 31 de julio | 16:00    |
| Tristán Suárez             | 0 - 2     | San Telmo              | 20 de Octubre                       | 1 de agosto | 15:00    |
| Nueva Chicago              | 0 - 1     | Flandria               | Nueva Chicago                       | 1 de agosto | 15:00    |
| Almagro                    | 1 - 1     | Temperley              | Tres de Febrero                     | 1 de agosto | 15:00    |
| Guillermo Brown            | 1 - 0     | Ramón Santamarina      | Raúl Conti                          | 1 de agosto | 15:00    |
| Mitre (SdE)                | 1 - 1     | Deportivo Riestra      | Doctores José y Antonio Castiglione | 1 de agosto | 16:00    |
| Alvarado                   | 0 - 1     | Deportivo Morón        | José María Minella                  | 1 de agosto | 19:00    |
| Ferro Carril Oeste         | 2 - 0     | Belgrano               | Arquitecto Ricardo Etcheverri       | 1 de agosto | 19:35    |
| San Martín (T)             | 0 - 0     | Chaco For Ever         | La Ciudadela                        | 1 de agosto | 21:00    |
| Instituto                  | 2 - 0     | All Boys               | Juan Domingo Perón                  | 1 de agosto | 21:40    |
| Estudiantes (RC)           | 1 - 1     | Deportivo Madryn       | Antonio Candini                     | 2 de agosto | 15:35    |
| Defensores de Belgrano     | 2 - 0     | San Martín (SJ)        | Juan Pasquale                       | 2 de agosto | 21:10    |
| Libre: Atlético de Rafaela |           |                        |                                     |             |          |

| Fecha 28                | Fecha 28  | Fecha 28                | Fecha 28                      | Fecha 28    | Fecha 28 |
| Local                   | Resultado | Visitante               | Estadio                       | Fecha       | Hora     |
| ----------------------- | --------- | ----------------------- | ----------------------------- | ----------- | -------- |
| Deportivo Morón         | 3 - 0     | Almagro                 | Nuevo Francisco Urbano        | 5 de agosto | 20:10    |
| San Telmo               | 1 - 0     | San Martín (T)          | Doctor Osvaldo Baletto        | 6 de agosto | 13:10    |
| Gimnasia y Esgrima (M)  | 0 - 0     | Tristán Suárez          | Víctor Antonio Legrotaglie    | 6 de agosto | 15:00    |
| Villa Dálmine           | 1 - 0     | Ferro Carril Oeste      | El Coliseo de Mitre y Puccini | 6 de agosto | 15:30    |
| Deportivo Riestra       | 2 - 0     | Sacachispas             | Guillermo Laza                | 6 de agosto | 15:30    |
| Estudiantes (BA)        | 3 - 2     | Guillermo Brown         | Ciudad de Caseros             | 6 de agosto | 16:40    |
| Temperley               | 2 - 2     | Nueva Chicago           | Alfredo Beranger              | 6 de agosto | 18:05    |
| Deportivo Madryn        | 1 - 1     | Alvarado                | Abel Sastre                   | 7 de agosto | 15:00    |
| Flandria                | 1 - 1     | Deportivo Maipú         | Carlos V                      | 7 de agosto | 15:00    |
| All Boys                | 0 - 0     | Agropecuario            | Islas Malvinas                | 7 de agosto | 15:15    |
| Ramón Santamarina       | 3 - 1     | Atlético de Rafaela     | Municipal General San Martín  | 7 de agosto | 16:00    |
| Chaco For Ever          | 1 - 0     | Defensores de Belgrano  | Juan Alberto García           | 7 de agosto | 16:30    |
| Belgrano                | 1 - 3     | Mitre (SdE)             | Julio César Villagra          | 7 de agosto | 20:00    |
| Gimnasia y Esgrima (J)  | 3 - 1     | Quilmes                 | 23 de Agosto                  | 8 de agosto | 15:00    |
| San Martín (SJ)         | 3 - 2     | Brown de Adrogué        | Ingeniero Hilario Sánchez     | 8 de agosto | 15:30    |
| Güemes (SdE)            | 1 - 1     | Instituto               | Arturo Miranda                | 8 de agosto | 17:10    |
| Atlanta                 | 1 - 1     | Chacarita Juniors       | Don León Kolbowsky            | 8 de agosto | 21:10    |
| Almirante Brown         | 2 - 0     | Independiente Rivadavia | Fragata Presidente Sarmiento  | 9 de agosto | 21:10    |
| Libre: Estudiantes (RC) |           |                         |                               |             |          |

| Fecha 29                 | Fecha 29  | Fecha 29               | Fecha 29                            | Fecha 29     | Fecha 29 |
| Local                    | Resultado | Visitante              | Estadio                             | Fecha        | Hora     |
| ------------------------ | --------- | ---------------------- | ----------------------------------- | ------------ | -------- |
| Atlético de Rafaela      | 1 - 2     | Estudiantes (BA)       | Nuevo Monumental                    | 12 de agosto | 18:35    |
| Sacachispas              | 1 - 1     | Belgrano               | Roberto Larrosa                     | 13 de agosto | 14:10    |
| Quilmes                  | 1 - 0     | Flandria               | Centenario Ciudad de Quilmes        | 13 de agosto | 15:00    |
| Deportivo Maipú          | 2 - 1     | Temperley              | Omar Higinio Sperdutti              | 13 de agosto | 15:00    |
| Instituto                | 1 - 1     | Deportivo Riestra      | Juan Domingo Perón                  | 13 de agosto | 18:10    |
| Tristán Suárez           | 0 - 1     | All Boys               | 20 de Octubre                       | 14 de agosto | 13:00    |
| Chacarita Juniors        | 1 - 1     | San Martín (SJ)        | Chacarita Juniors                   | 14 de agosto | 14:45    |
| Almagro                  | 1 - 1     | Deportivo Madryn       | Tres de Febrero                     | 14 de agosto | 15:00    |
| Guillermo Brown          | 1 - 0     | Atlanta                | Raúl Conti                          | 14 de agosto | 15:00    |
| Brown de Adrogué         | 1 - 2     | Chaco For Ever         | Lorenzo Arandilla                   | 14 de agosto | 15:00    |
| Defensores de Belgrano   | 0 - 0     | San Telmo              | Juan Pasquale                       | 14 de agosto | 15:00    |
| Alvarado                 | 0 - 1     | Estudiantes (RC)       | José María Minella                  | 14 de agosto | 16:00    |
| Mitre (SdE)              | 3 - 2     | Villa Dálmine          | Doctores José y Antonio Castiglione | 14 de agosto | 16:30    |
| San Martín (T)           | 0 - 0     | Gimnasia y Esgrima (M) | La Ciudadela                        | 14 de agosto | 17:40    |
| Nueva Chicago            | 1 - 1     | Deportivo Morón        | Nueva Chicago                       | 15 de agosto | 15:30    |
| Independiente Rivadavia  | 3 - 1     | Gimnasia y Esgrima (J) | Bautista Gargantini                 | 15 de agosto | 16:00    |
| Ferro Carril Oeste       | 1 - 0     | Almirante Brown        | Arquitecto Ricardo Etcheverri       | 15 de agosto | 21:10    |
| Agropecuario             | 2 - 0     | Güemes (SdE)           | Ofelia Rosenzuaig                   | 16 de agosto | 21:10    |
| Libre: Ramón Santamarina |           |                        |                                     |              |          |

| Fecha 30               | Fecha 30  | Fecha 30                | Fecha 30                      | Fecha 30     | Fecha 30 |
| Local                  | Resultado | Visitante               | Estadio                       | Fecha        | Hora     |
| ---------------------- | --------- | ----------------------- | ----------------------------- | ------------ | -------- |
| Estudiantes (BA)       | 1 - 0     | Ramón Santamarina       | Ciudad de Caseros             | 19 de agosto | 15:30    |
| Belgrano               | 1 - 0     | Instituto               | Julio César Villagra          | 19 de agosto | 21:10    |
| Gimnasia y Esgrima (M) | 0 - 1     | Defensores de Belgrano  | Víctor Antonio Legrotaglie    | 20 de agosto | 14:10    |
| Flandria               | 0 - 1     | Independiente Rivadavia | Carlos V                      | 20 de agosto | 15:00    |
| Villa Dálmine          | 0 - 0     | Sacachispas             | El Coliseo de Mitre y Puccini | 20 de agosto | 15:00    |
| Deportivo Riestra      | 1 - 0     | Agropecuario            | Guillermo Laza                | 20 de agosto | 15:00    |
| San Martín (SJ)        | 4 - 1     | Guillermo Brown         | Ingeniero Hilario Sánchez     | 20 de agosto | 15:45    |
| Temperley              | 2 - 3     | Quilmes                 | Alfredo Beranger              | 20 de agosto | 18:05    |
| All Boys               | 2 - 2     | San Martín (T)          | Islas Malvinas                | 20 de agosto | 20:10    |
| Almirante Brown        | 2 - 0     | Mitre (SdE)             | Fragata Presidente Sarmiento  | 21 de agosto | 13:10    |
| Gimnasia y Esgrima (J) | 0 - 1     | Ferro Carril Oeste      | 23 de Agosto                  | 21 de agosto | 15:00    |
| Deportivo Madryn       | 1 - 0     | Nueva Chicago           | Abel Sastre                   | 21 de agosto | 15:00    |
| Chaco For Ever         | 2 - 0     | Chacarita Juniors       | Juan Alberto García           | 21 de agosto | 15:10    |
| Deportivo Morón        | 1 - 0     | Deportivo Maipú         | Nuevo Francisco Urbano        | 21 de agosto | 15:30    |
| San Telmo              | 1 - 1     | Brown de Adrogué        | Doctor Osvaldo Baletto        | 21 de agosto | 15:30    |
| Estudiantes (RC)       | 1 - 0     | Almagro                 | Antonio Candini               | 21 de agosto | 16:30    |
| Atlanta                | 0 - 0     | Atlético de Rafaela     | Don León Kolbowsky            | 22 de agosto | 19:00    |
| Güemes (SdE)           | 0 - 0     | Tristán Suárez          | Arturo Miranda                | 22 de agosto | 21:00    |
| Libre: Alvarado        |           |                         |                               |              |          |

| Fecha 31                | Fecha 31  | Fecha 31               | Fecha 31                            | Fecha 31     | Fecha 31 |
| Local                   | Resultado | Visitante              | Estadio                             | Fecha        | Hora     |
| ----------------------- | --------- | ---------------------- | ----------------------------------- | ------------ | -------- |
| Instituto               | 0 - 0     | Villa Dálmine          | Juan Domingo Perón                  | 26 de agosto | 19:10    |
| San Martín (T)          | 4 - 0     | Güemes (SdE)           | La Ciudadela                        | 26 de agosto | 21:05    |
| Ferro Carril Oeste      | 1 - 2     | Flandria               | Arquitecto Ricardo Etcheverri       | 27 de agosto | 14:10    |
| Brown de Adrogué        | 1 - 2     | Gimnasia y Esgrima (M) | Lorenzo Arandilla                   | 27 de agosto | 15:00    |
| Tristán Suárez          | 1 - 1     | Deportivo Riestra      | 20 de Octubre                       | 27 de agosto | 15:00    |
| Deportivo Maipú         | 2 - 2     | Deportivo Madryn       | Omar Higinio Sperdutti              | 27 de agosto | 15:00    |
| Mitre (SdE)             | 2 - 0     | Gimnasia y Esgrima (J) | Doctores José y Antonio Castiglione | 27 de agosto | 16:30    |
| Chacarita Juniors       | 4 - 1     | San Telmo              | Chacarita Juniors                   | 27 de agosto | 17:00    |
| Agropecuario            | 0 - 1     | Belgrano               | Ofelia Rosenzuaig                   | 27 de agosto | 18:10    |
| Ramón Santamarina       | 1 - 2     | Atlanta                | Municipal General San Martín        | 27 de agosto | 20:30    |
| Almagro                 | 1 - 0     | Alvarado               | Tres de Febrero                     | 28 de agosto | 13:35    |
| Guillermo Brown         | 1 - 0     | Chaco For Ever         | Raúl Conti                          | 28 de agosto | 15:00    |
| Independiente Rivadavia | 1 - 1     | Temperley              | Bautista Gargantini                 | 28 de agosto | 16:00    |
| Atlético de Rafaela     | 3 - 0     | San Martín (SJ)        | Nuevo Monumental                    | 28 de agosto | 19:30    |
| Sacachispas             | 0 - 1     | Almirante Brown        | Roberto Larrosa                     | 29 de agosto | 15:00    |
| Defensores de Belgrano  | 1 - 1     | All Boys               | Juan Pasquale                       | 29 de agosto | 19:15    |
| Quilmes                 | 2 - 1     | Deportivo Morón        | Centenario Ciudad de Quilmes        | 29 de agosto | 20:35    |
| Nueva Chicago           | 0 - 0     | Estudiantes (RC)       | Nueva Chicago                       | 29 de agosto | 21:00    |
| Libre: Estudiantes (BA) |           |                        |                                     |              |          |

| Fecha 32               | Fecha 32  | Fecha 32                | Fecha 32                      | Fecha 32        | Fecha 32 |
| Local                  | Resultado | Visitante               | Estadio                       | Fecha           | Hora     |
| ---------------------- | --------- | ----------------------- | ----------------------------- | --------------- | -------- |
| Deportivo Madryn       | 1 - 1     | Quilmes                 | Abel Sastre                   | 3 de septiembre | 15:00    |
| Gimnasia y Esgrima (M) | 2 - 1     | Chacarita Juniors       | Víctor Antonio Legrotaglie    | 3 de septiembre | 15:40    |
| San Martín (SJ)        | 4 - 0     | Ramón Santamarina       | Ingeniero Hilario Sánchez     | 3 de septiembre | 16:45    |
| Atlanta                | 1 - 0     | Estudiantes (BA)        | Don León Kolbowsky            | 3 de septiembre | 19:40    |
| Deportivo Morón        | 1 - 1     | Independiente Rivadavia | Nuevo Francisco Urbano        | 4 de septiembre | 13:30    |
| Gimnasia y Esgrima (J) | 1 - 1     | Sacachispas             | 23 de Agosto                  | 4 de septiembre | 15:00    |
| San Telmo              | 4 - 1     | Guillermo Brown         | Doctor Osvaldo Baletto        | 4 de septiembre | 15:00    |
| Flandria               | 0 - 0     | Mitre (SdE)             | Carlos V                      | 4 de septiembre | 15:30    |
| Villa Dálmine          | 1 - 0     | Agropecuario            | El Coliseo de Mitre y Puccini | 4 de septiembre | 15:30    |
| Almirante Brown        | 0 - 1     | Instituto               | Fragata Presidente Sarmiento  | 4 de septiembre | 15:35    |
| Güemes (SdE)           | 0 - 0     | Defensores de Belgrano  | Arturo Miranda                | 4 de septiembre | 16:00    |
| Alvarado               | 0 - 0     | Nueva Chicago           | José María Minella            | 4 de septiembre | 16:30    |
| Estudiantes (RC)       | 0 - 1     | Deportivo Maipú         | Antonio Candini               | 4 de septiembre | 16:30    |
| Chaco For Ever         | 1 - 0     | Atlético de Rafaela     | Juan Alberto García           | 4 de septiembre | 16:30    |
| Belgrano               | 4 - 1     | Tristán Suárez          | Julio César Villagra          | 4 de septiembre | 20:10    |
| Deportivo Riestra      | 0 - 0     | San Martín (T)          | Guillermo Laza                | 5 de septiembre | 15:30    |
| Temperley              | 1 - 0     | Ferro Carril Oeste      | Alfredo Beranger              | 5 de septiembre | 19:10    |
| All Boys               | 1 - 0     | Brown de Adrogué        | Islas Malvinas                | 5 de septiembre | 21:10    |
| Libre: Almagro         |           |                         |                               |                 |          |

| Fecha 33                | Fecha 33  | Fecha 33               | Fecha 33                            | Fecha 33         | Fecha 33 |
| Local                   | Resultado | Visitante              | Estadio                             | Fecha            | Hora     |
| ----------------------- | --------- | ---------------------- | ----------------------------------- | ---------------- | -------- |
| Tristán Suárez          | 1 - 1     | Villa Dálmine          | 20 de Octubre                       | 10 de septiembre | 15:00    |
| Chacarita Juniors       | 2 - 0     | All Boys               | Chacarita Juniors                   | 10 de septiembre | 15:10    |
| Estudiantes (BA)        | 1 - 0     | San Martín (SJ)        | Ciudad de Caseros                   | 10 de septiembre | 15:30    |
| Agropecuario            | 1 - 1     | Almirante Brown        | Ofelia Rosenzuaig                   | 10 de septiembre | 15:30    |
| Defensores de Belgrano  | 1 - 0     | Deportivo Riestra      | Juan Pasquale                       | 10 de septiembre | 17:10    |
| Instituto               | 4 - 0     | Gimnasia y Esgrima (J) | Juan Domingo Perón                  | 10 de septiembre | 20:40    |
| Guillermo Brown         | 0 - 1     | Gimnasia y Esgrima (M) | Raúl Conti                          | 11 de septiembre | 11:00    |
| Brown de Adrogué        | 1 - 1     | Güemes (SdE)           | Lorenzo Arandilla                   | 11 de septiembre | 15:00    |
| Ramón Santamarina       | 2 - 2     | Chaco For Ever         | Municipal General San Martín        | 11 de septiembre | 16:00    |
| Atlético de Rafaela     | 2 - 1     | San Telmo              | Nuevo Monumental                    | 11 de septiembre | 19:30    |
| Deportivo Maipú         | 0 - 1     | Alvarado               | Omar Higinio Sperdutti              | 11 de septiembre | 19:30    |
| Mitre (SdE)             | 1 - 2     | Temperley              | Doctores José y Antonio Castiglione | 11 de septiembre | 21:00    |
| Sacachispas             | 1 - 1     | Flandria               | Roberto Larrosa                     | 12 de septiembre | 15:00    |
| Ferro Carril Oeste      | 1 - 2     | Deportivo Morón        | Arquitecto Ricardo Etcheverri       | 12 de septiembre | 18:10    |
| Nueva Chicago           | 2 - 3     | Almagro                | Nueva Chicago                       | 12 de septiembre | 19:00    |
| Independiente Rivadavia | 3 - 0     | Deportivo Madryn       | Bautista Gargantini                 | 12 de septiembre | 20:00    |
| Quilmes                 | 1 - 1     | Estudiantes (RC)       | Centenario Ciudad de Quilmes        | 12 de septiembre | 20:35    |
| San Martín (T)          | 1 - 0     | Belgrano               | La Ciudadela                        | 12 de septiembre | 21:10    |
| Libre: Atlanta          |           |                        |                                     |                  |          |

| Fecha 34               | Fecha 34  | Fecha 34                | Fecha 34                      | Fecha 34         | Fecha 34 |
| Local                  | Resultado | Visitante               | Estadio                       | Fecha            | Hora     |
| ---------------------- | --------- | ----------------------- | ----------------------------- | ---------------- | -------- |
| Gimnasia y Esgrima (J) | 1 - 0     | Agropecuario            | 23 de Agosto                  | 16 de septiembre | 21:00    |
| Temperley              | 1 - 0     | Sacachispas             | Alfredo Beranger              | 17 de septiembre | 15:30    |
| Alvarado               | 3 - 0     | Quilmes                 | José María Minella            | 17 de septiembre | 17:40    |
| All Boys               | 1 - 0     | Guillermo Brown         | Islas Malvinas                | 17 de septiembre | 19:40    |
| Villa Dálmine          | 2 - 0     | San Martín (T)          | El Coliseo de Mitre y Puccini | 17 de septiembre | 21:40    |
| Flandria               | 0 - 4     | Instituto               | Carlos V                      | 18 de septiembre | 13:10    |
| Deportivo Madryn       | 1 - 3     | Ferro Carril Oeste      | Abel Sastre                   | 18 de septiembre | 15:00    |
| Deportivo Morón        | 1 - 0     | Mitre (SdE)             | Nuevo Francisco Urbano        | 18 de septiembre | 15:30    |
| Almirante Brown        | 2 - 2     | Tristán Suárez          | Fragata Presidente Sarmiento  | 18 de septiembre | 15:30    |
| San Telmo              | 1 - 1     | Ramón Santamarina       | Doctor Osvaldo Baletto        | 18 de septiembre | 15:30    |
| Güemes (SdE)           | 0 - 1     | Chacarita Juniors       | Arturo Miranda                | 18 de septiembre | 16:00    |
| Estudiantes (RC)       | 4 - 1     | Independiente Rivadavia | Antonio Candini               | 18 de septiembre | 16:30    |
| Gimnasia y Esgrima (M) | 1 - 1     | Atlético de Rafaela     | Víctor Antonio Legrotaglie    | 18 de septiembre | 16:30    |
| San Martín (SJ)        | 0 - 1     | Atlanta                 | Ingeniero Hilario Sánchez     | 18 de septiembre | 16:30    |
| Chaco For Ever         | 0 - 0     | Estudiantes (BA)        | Juan Alberto García           | 18 de septiembre | 18:30    |
| Almagro                | 1 - 0     | Deportivo Maipú         | Tres de Febrero               | 18 de septiembre | 19:05    |
| Deportivo Riestra      | 1 - 0     | Brown de Adrogué        | Guillermo Laza                | 19 de septiembre | 15:30    |
| Belgrano               | 3 - 0     | Defensores de Belgrano  | Julio César Villagra          | 19 de septiembre | 21:30    |
| Libre: Nueva Chicago   |           |                         |                               |                  |          |

| Fecha 35                | Fecha 35  | Fecha 35               | Fecha 35                            | Fecha 35         | Fecha 35 |
| Local                   | Resultado | Visitante              | Estadio                             | Fecha            | Hora     |
| ----------------------- | --------- | ---------------------- | ----------------------------------- | ---------------- | -------- |
| Quilmes                 | 1 - 1     | Almagro                | Centenario Ciudad de Quilmes        | 23 de septiembre | 18:30    |
| Agropecuario            | 0 - 0     | Flandria               | Ofelia Rosenzuaig                   | 24 de septiembre | 15:30    |
| Estudiantes (BA)        | 2 - 0     | San Telmo              | Ciudad de Caseros                   | 24 de septiembre | 15:30    |
| Chacarita Juniors       | 1 - 1     | Deportivo Riestra      | Chacarita Juniors                   | 24 de septiembre | 15:30    |
| San Martín (T)          | 2 - 0     | Almirante Brown        | La Ciudadela                        | 24 de septiembre | 16:00    |
| Tristán Suárez          | 2 - 2     | Gimnasia y Esgrima (J) | 20 de Octubre                       | 25 de septiembre | 11:00    |
| Brown de Adrogué        | 2 - 3     | Belgrano               | Único de San Nicolás                | 25 de septiembre | 13:40    |
| Guillermo Brown         | 1 - 1     | Güemes (SdE)           | Raúl Conti                          | 25 de septiembre | 15:00    |
| Mitre (SdE)             | 1 - 0     | Deportivo Madryn       | Doctores José y Antonio Castiglione | 25 de septiembre | 16:00    |
| Independiente Rivadavia | 1 - 0     | Alvarado               | Bautista Gargantini                 | 25 de septiembre | 17:00    |
| Deportivo Maipú         | 1 - 0     | Nueva Chicago          | Omar Higinio Sperdutti              | 25 de septiembre | 17:00    |
| Defensores de Belgrano  | 0 - 0     | Villa Dálmine          | Juan Pasquale                       | 25 de septiembre | 18:00    |
| Atlético de Rafaela     | 4 - 1     | All Boys               | Nuevo Monumental                    | 25 de septiembre | 19:30    |
| Instituto               | 1 - 0     | Temperley              | Juan Domingo Perón                  | 25 de septiembre | 20:30    |
| Sacachispas             | 0 - 2     | Deportivo Morón        | Roberto Larrosa                     | 26 de septiembre | 15:00    |
| Ramón Santamarina       | 0 - 2     | Gimnasia y Esgrima (M) | Municipal General San Martín        | 26 de septiembre | 20:30    |
| Ferro Carril Oeste      | 0 - 0     | Estudiantes (RC)       | Arquitecto Ricardo Etcheverri       | 26 de septiembre | 21:10    |
| Atlanta                 | 3 - 1     | Chaco For Ever         | Don León Kolbowsky                  | 27 de septiembre | 19:00    |
| Libre: San Martín (SJ)  |           |                        |                                     |                  |          |

| Fecha 36               | Fecha 36  | Fecha 36                | Fecha 36                      | Fecha 36         | Fecha 36 |
| Local                  | Resultado | Visitante               | Estadio                       | Fecha            | Hora     |
| ---------------------- | --------- | ----------------------- | ----------------------------- | ---------------- | -------- |
| Gimnasia y Esgrima (J) | 1 - 1     | San Martín (T)          | Víctor Antonio Legrotaglie    | 30 de septiembre | 21:10    |
| Deportivo Madryn       | 2 - 0     | Sacachispas             | Abel Sastre                   | 1 de octubre     | 15:00    |
| Almagro                | 1 - 0     | Independiente Rivadavia | Tres de Febrero               | 1 de octubre     | 15:10    |
| Villa Dálmine          | 0 - 1     | Brown de Adrogué        | El Coliseo de Mitre y Puccini | 1 de octubre     | 15:30    |
| Alvarado               | 1 - 1     | Ferro Carril Oeste      | José María Minella            | 1 de octubre     | 16:00    |
| Temperley              | 2 - 0     | Agropecuario            | Alfredo Beranger              | 2 de octubre     | 15:30    |
| San Telmo              | 1 - 0     | Atlanta                 | Doctor Osvaldo Baletto        | 2 de octubre     | 15:30    |
| Almirante Brown        | 2 - 3     | Defensores de Belgrano  | Fragata Presidente Sarmiento  | 2 de octubre     | 16:00    |
| Güemes (SdE)           | 1 - 1     | Atlético de Rafaela     | Arturo Miranda                | 2 de octubre     | 16:00    |
| Gimnasia y Esgrima (M) | 1 - 0     | Estudiantes (BA)        | Víctor Antonio Legrotaglie    | 2 de octubre     | 16:30    |
| Estudiantes (RC)       | 0 - 0     | Mitre (SdE)             | Antonio Candini               | 2 de octubre     | 16:30    |
| Chaco For Ever         | 2 - 1     | San Martín (SJ)         | Juan Alberto García           | 2 de octubre     | 18:00    |
| Nueva Chicago          | 2 - 1     | Quilmes                 | Juan Pasquale                 | 3 de octubre     | 15:05    |
| Deportivo Riestra      | 1 - 1     | Guillermo Brown         | Guillermo Laza                | 3 de octubre     | 15:30    |
| Deportivo Morón        | 1 - 0     | Instituto               | Nuevo Francisco Urbano        | 3 de octubre     | 19:00    |
| All Boys               | 1 - 0     | Ramón Santamarina       | Islas Malvinas                | 3 de octubre     | 19:05    |
| Belgrano               | 3 - 0     | Chacarita Juniors       | Mario Alberto Kempes          | 3 de octubre     | 21:00    |
| Flandria               | 0 - 1     | Tristán Suárez          | Carlos V                      | 4 de octubre     | 15:30    |
| Libre: Deportivo Maipú |           |                         |                               |                  |          |

| Fecha 37                | Fecha 37  | Fecha 37               | Fecha 37                            | Fecha 37      | Fecha 37 |
| Local                   | Resultado | Visitante              | Estadio                             | Fecha         | Hora     |
| ----------------------- | --------- | ---------------------- | ----------------------------------- | ------------- | -------- |
| Mitre (SdE)             | 0 - 0     | Alvarado               | Doctores José y Antonio Castiglione | 7 de octubre  | 11:00    |
| Brown de Adrogué        | 0 - 0     | Almirante Brown        | Lorenzo Arandilla                   | 7 de octubre  | 15:00    |
| Ferro Carril Oeste      | 2 - 0     | Almagro                | Arquitecto Ricardo Etcheverri       | 7 de octubre  | 21:10    |
| San Martín (SJ)         | 2 - 1     | San Telmo              | Ingeniero Hilario Sánchez           | 8 de octubre  | 15:00    |
| Agropecuario            | 0 - 0     | Deportivo Morón        | Ofelia Rosenzuaig                   | 8 de octubre  | 15:00    |
| Quilmes                 | 1 - 0     | Deportivo Maipú        | Centenario Ciudad de Quilmes        | 8 de octubre  | 15:00    |
| Chacarita Juniors       | 0 - 0     | Villa Dálmine          | Chacarita Juniors                   | 8 de octubre  | 15:00    |
| Atlético de Rafaela     | 0 - 2     | Deportivo Riestra      | Nuevo Monumental                    | 8 de octubre  | 15:00    |
| Estudiantes (BA)        | 2 - 0     | All Boys               | Ciudad de Caseros                   | 8 de octubre  | 15:00    |
| Defensores de Belgrano  | 1 - 2     | Gimnasia y Esgrima (J) | Juan Pasquale                       | 9 de octubre  | 13:10    |
| Guillermo Brown         | 0 - 1     | Belgrano               | Raúl Conti                          | 9 de octubre  | 13:40    |
| Atlanta                 | 4 - 1     | Gimnasia y Esgrima (M) | Don León Kolbowsky                  | 10 de octubre | 15:00    |
| Sacachispas             | 0 - 1     | Estudiantes (RC)       | Roberto Larrosa                     | 10 de octubre | 15:00    |
| Instituto               | 3 - 1     | Deportivo Madryn       | Juan Domingo Perón                  | 10 de octubre | 15:00    |
| Ramón Santamarina       | 4 - 2     | Güemes (SdE)           | Municipal General San Martín        | 10 de octubre | 15:00    |
| Tristán Suárez          | 2 - 1     | Temperley              | 20 de Octubre                       | 10 de octubre | 15:00    |
| San Martín (T)          | 3 - 0     | Flandria               | La Ciudadela                        | 10 de octubre | 15:00    |
| Independiente Rivadavia | 1 - 0     | Nueva Chicago          | Bautista Gargantini                 | 10 de octubre | 17:00    |
| Libre: Chaco For Ever   |           |                        |                                     |               |          |

| 1. 2. 3. 4. 5. 6. 7. 8. |

## Torneo reducido por el segundo ascenso
Se disputó por eliminación directa, en cuatro etapas (primera y segunda fase, semifinales y final). Tuvo doce participantes.

### Cuadro de desarrollo
|  | Primera fase       | Primera fase                  | Primera fase       |                         |   | Segunda fase           | Segunda fase       | Segunda fase       |   |   | Semifinales                     | Semifinales                     | Semifinales                     | Semifinales                     | Semifinales                     |  |   | Final                | Final                | Final                | Final                | Final                |  |
|  | 15 y 16 de octubre | 15 y 16 de octubre            | 15 y 16 de octubre |                         |   | 22 y 23 de octubre     | 22 y 23 de octubre | 22 y 23 de octubre |   |   | 29 de octubre al 5 de noviembre | 29 de octubre al 5 de noviembre | 29 de octubre al 5 de noviembre | 29 de octubre al 5 de noviembre | 29 de octubre al 5 de noviembre |  |   | 12 y 19 de noviembre | 12 y 19 de noviembre | 12 y 19 de noviembre | 12 y 19 de noviembre | 12 y 19 de noviembre |  |
|  |                    |                               |                    |                         |   |                        |                    |                    |   |   |                                 |                                 |                                 |                                 |                                 |  |   |                      |                      |                      |                      |                      |  |
|  |                    |                               |                    |                         |   |                        |                    |                    |   |   |                                 |                                 |                                 |                                 |                                 |  |   |                      |                      |                      |                      |                      |  |
|  |                    |                               |                    |                         |   |                        |                    |                    |   |   |                                 |                                 |                                 |                                 |                                 |  |   |                      |                      |                      |                      |                      |  |
|  |                    |                               |                    |                         |   |                        |                    |                    |   |   |                                 |                                 |                                 |                                 |                                 |  |   |                      |                      |                      |                      |                      |  |
|  |                    |                               |                    |                         |   |                        |                    |                    |   |   |                                 |                                 |                                 |                                 |                                 |  |   |                      |                      |                      |                      |                      |  |
|  |                    |                               |                    |                         |   |                        |                    |                    |   |   |                                 |                                 |                                 |                                 |                                 |  |   |                      |                      |                      |                      |                      |  |
|  |                    |                               |                    |                         |   |                        |                    |                    |   |   |                                 |                                 |                                 |                                 |                                 |  |   |                      |                      |                      |                      |                      |  |
|  |                    |                               |                    |                         |   |                        |                    |                    |   |   |                                 |                                 |                                 |                                 |                                 |  |   |                      |                      |                      |                      |                      |  |
|  |                    |                               |                    |                         |   |                        |                    |                    |   |   |                                 |                                 |                                 |                                 |                                 |  |   |                      |                      |                      |                      |                      |  |
|  |                    |                               |                    |                         |   |                        |                    |                    |   |   |                                 |                                 |                                 |                                 |                                 |  |   |                      |                      |                      |                      |                      |  |
|  |                    |                               |                    |                         |   |                        |                    |                    |   |   |                                 |                                 |                                 |                                 |                                 |  |   |                      |                      |                      |                      |                      |  |
|  |                    |                               |                    |                         |   |                        | 1                  | Instituto          | 0 | 2 | 2                               |                                 |                                 |                                 |                                 |  |   |                      |                      |                      |                      |                      |  |
|  |                    |                               |                    |                         |   |                        |                    |                    | 0 | 2 | 2                               |                                 |                                 |                                 |                                 |  |   |                      |                      |                      |                      |                      |  |
|  |                    |                               | 4                  | Defensores de Belgrano  | 0 | 0                      | 0                  |                    |   |   |                                 |                                 |                                 |                                 |                                 |  |   |                      |                      |                      |                      |                      |  |
|  |                    |                               | 4                  | Defensores de Belgrano  | 0 | 0                      | 0                  |                    |   |   |                                 |                                 |                                 |                                 |                                 |  |   |                      |                      |                      |                      |                      |  |
|  |                    |                               |                    |                         |   |                        |                    |                    |   |   |                                 |                                 |                                 |                                 |                                 |  |   |                      |                      |                      |                      |                      |  |
|  |                    |                               |                    |                         |   |                        |                    |                    |   |   |                                 |                                 |                                 |                                 |                                 |  |   |                      |                      |                      |                      |                      |  |
|  |                    | 1                             | San Martín (T)     | 0                       |   |                        |                    |                    |   |   |                                 |                                 |                                 |                                 |                                 |  |   |                      |                      |                      |                      |                      |  |
|  |                    |                               |                    | 0                       |   |                        |                    |                    |   |   |                                 |                                 |                                 |                                 |                                 |  |   |                      |                      |                      |                      |                      |  |
|  |                    |                               | 6                  | Defensores de Belgrano  | 3 |                        |                    |                    |   |   |                                 |                                 |                                 |                                 |                                 |  |   |                      |                      |                      |                      |                      |  |
|  | 2                  | All Boys                      | 6                  | Defensores de Belgrano  | 3 | 0                      |                    |                    |   |   |                                 |                                 |                                 |                                 |                                 |  |   |                      |                      |                      |                      |                      |  |
|  | 2                  | All Boys                      |                    |                         |   |                        |                    |                    |   |   |                                 |                                 |                                 |                                 |                                 |  |   |                      |                      |                      |                      |                      |  |
|  | 9                  | Defensores de Belgrano        | 2                  |                         |   |                        |                    |                    |   |   |                                 |                                 |                                 |                                 |                                 |  |   |                      |                      |                      |                      |                      |  |
|  | 9                  | Defensores de Belgrano        | 2                  |                         |   |                        |                    |                    |   |   |                                 |                                 |                                 |                                 |                                 |  | 1 | Instituto (v.d.)     | 0                    | 1                    | 1                    |                      |  |
|  |                    |                               |                    |                         |   |                        |                    |                    |   |   |                                 |                                 |                                 |                                 |                                 |  | 1 | Instituto (v.d.)     | 0                    | 1                    | 1                    |                      |  |
|  |                    |                               | 2                  | Estudiantes (BA)        | 0 | 1                      | 1                  |                    |   |   |                                 |                                 |                                 |                                 |                                 |  |   |                      |                      |                      |                      |                      |  |
|  | 1                  | Gimnasia y Esgrima (M) (v.d.) | 2                  | Estudiantes (BA)        | 0 | 1                      | 1                  | 1                  |   |   |                                 |                                 |                                 |                                 |                                 |  |   |                      |                      |                      |                      |                      |  |
|  | 1                  | Gimnasia y Esgrima (M) (v.d.) |                    |                         |   |                        |                    | 1                  |   |   |                                 |                                 |                                 |                                 |                                 |  |   |                      |                      |                      |                      |                      |  |
|  | 10                 | Deportivo Morón               | 1                  |                         |   |                        |                    |                    |   |   |                                 |                                 |                                 |                                 |                                 |  |   |                      |                      |                      |                      |                      |  |
|  | 10                 | Deportivo Morón               | 1                  |                         | 2 | Gimnasia y Esgrima (M) | 1                  |                    |   |   |                                 |                                 |                                 |                                 |                                 |  |   |                      |                      |                      |                      |                      |  |
|  |                    |                               |                    |                         | 2 | Gimnasia y Esgrima (M) | 1                  |                    |   |   |                                 |                                 |                                 |                                 |                                 |  |   |                      |                      |                      |                      |                      |  |
|  |                    |                               | 5                  | Independiente Rivadavia | 0 |                        |                    |                    |   |   |                                 |                                 |                                 |                                 |                                 |  |   |                      |                      |                      |                      |                      |  |
|  | 5                  | Almagro                       | 5                  | Independiente Rivadavia | 0 | 1                      |                    |                    |   |   |                                 |                                 |                                 |                                 |                                 |  |   |                      |                      |                      |                      |                      |  |
|  | 5                  | Almagro                       |                    |                         |   |                        |                    |                    |   |   |                                 |                                 |                                 |                                 |                                 |  |   |                      |                      |                      |                      |                      |  |
|  | 6                  | Independiente Rivadavia       | 2                  |                         |   |                        |                    |                    |   |   |                                 |                                 |                                 |                                 |                                 |  |   |                      |                      |                      |                      |                      |  |
|  | 6                  | Independiente Rivadavia       | 2                  |                         |   |                        |                    |                    |   | 2 | Gimnasia y Esgrima (M)          | 0                               | 0                               | 0                               |                                 |  |   |                      |                      |                      |                      |                      |  |
|  |                    |                               |                    |                         |   |                        |                    |                    |   | 2 | Gimnasia y Esgrima (M)          | 0                               | 0                               | 0                               |                                 |  |   |                      |                      |                      |                      |                      |  |
|  |                    |                               | 3                  | Estudiantes (BA)        | 1 | 1                      | 2                  |                    |   |   |                                 |                                 |                                 |                                 |                                 |  |   |                      |                      |                      |                      |                      |  |
|  | 3                  | Estudiantes (RC)              | 3                  | Estudiantes (BA)        | 1 | 1                      | 2                  | 1                  |   |   |                                 |                                 |                                 |                                 |                                 |  |   |                      |                      |                      |                      |                      |  |
|  | 3                  | Estudiantes (RC)              |                    |                         |   |                        |                    | 1                  |   |   |                                 |                                 |                                 |                                 |                                 |  |   |                      |                      |                      |                      |                      |  |
|  | 8                  | Deportivo Riestra             | 0                  |                         |   |                        |                    |                    |   |   |                                 |                                 |                                 |                                 |                                 |  |   |                      |                      |                      |                      |                      |  |
|  | 8                  | Deportivo Riestra             | 0                  |                         | 3 | Estudiantes (RC)       | 0                  |                    |   |   |                                 |                                 |                                 |                                 |                                 |  |   |                      |                      |                      |                      |                      |  |
|  |                    |                               |                    |                         | 3 | Estudiantes (RC)       | 0                  |                    |   |   |                                 |                                 |                                 |                                 |                                 |  |   |                      |                      |                      |                      |                      |  |
|  |                    |                               | 4                  | Estudiantes (BA)        | 1 |                        |                    |                    |   |   |                                 |                                 |                                 |                                 |                                 |  |   |                      |                      |                      |                      |                      |  |
|  | 4                  | Estudiantes (BA)              | 4                  | Estudiantes (BA)        | 1 | 3                      |                    |                    |   |   |                                 |                                 |                                 |                                 |                                 |  |   |                      |                      |                      |                      |                      |  |
|  | 4                  | Estudiantes (BA)              |                    |                         |   |                        |                    |                    |   |   |                                 |                                 |                                 |                                 |                                 |  |   |                      |                      |                      |                      |                      |  |
|  | 7                  | Chaco For Ever                | 0                  |                         |   |                        |                    |                    |   |   |                                 |                                 |                                 |                                 |                                 |  |   |                      |                      |                      |                      |                      |  |
|  | 7                  | Chaco For Ever                | 0                  |                         |   |                        |                    |                    |   |   |                                 |                                 |                                 |                                 |                                 |  |   |                      |                      |                      |                      |                      |  |
|  |                    |                               |                    |                         |   |                        |                    |                    |   |   |                                 |                                 |                                 |                                 |                                 |  |   |                      |                      |                      |                      |                      |  |

### Primera fase
Participaron los diez equipos ubicados entre el 4.º y el 13.º puesto de la tabla final de posiciones, los que se ordenaron en base al lugar ocupado, enfrentándose los mejor con los peor ubicados, sucesivamente (1 con 10, 2 con 9, 3 con 8, 4 con 7 y 5 con 6). Los enfrentamientos fueron a un solo partido, con localía del mejor ubicado, el que, en caso de empate, fue el clasificado. Los cinco ganadores pasaron a la segunda fase.

#### Tabla de ordenamiento
Se confeccionó según la ubicación de los equipos en la tabla final de posiciones.
| Orden | Equipo                  | Pos. |
| ----- | ----------------------- | ---- |
| 1     | Gimnasia y Esgrima (M)  | 4.º  |
| 2     | All Boys                | 5.º  |
| 3     | Estudiantes (RC)        | 6.º  |
| 4     | Estudiantes (BA)        | 7.º  |
| 5     | Almagro                 | 8.º  |
| 6     | Independiente Rivadavia | 9.º  |
| 7     | Chaco For Ever          | 10.º |
| 8     | Deportivo Riestra       | 11.º |
| 9     | Defensores de Belgrano  | 12.º |
| 10    | Deportivo Morón         | 13.º |

#### Partidos
| 15 de octubre, 18:10 | Estudiantes (BA)                                  | 3:0 (2:0) | Chaco For Ever | Estadio Ciudad de Caseros, Caseros |                              |
|                      | Castelli 8' · Pereyra 20' (pen.) · Bolzicco 90+3' | Reporte   |                | Árbitro(s): Sebastián Zunino       | Árbitro(s): Sebastián Zunino |

| 15 de octubre, 20:10 | All Boys | 0:2 (0:1) | Defensores de Belgrano        | Estadio Islas Malvinas, Buenos Aires |                         |
|                      |          | Reporte   | 45+1' Aguirre · 90+2' Benegas | Árbitro(s): Yamil Possi              | Árbitro(s): Yamil Possi |

| 16 de octubre, 13:10 | Gimnasia y Esgrima (M) | 1:1 (1:1) | Deportivo Morón | Estadio Víctor Antonio Legrotaglie, Mendoza |                                    |
|                      | Ciccolini 42' (pen.)   | Reporte   | 12' Zárate      | Árbitro(s): Gastón Monzón Brizuela          | Árbitro(s): Gastón Monzón Brizuela |

| 16 de octubre, 18:05 | Almagro      | 1:2 (1:2) | Independiente Rivadavia   | Estadio Tres de Febrero, José Ingenieros |                           |
|                      | Servetto 19' | Reporte   | 26' Navarro · 45' Quiroga | Árbitro(s): Pablo Giménez                | Árbitro(s): Pablo Giménez |

| 16 de octubre, 18:10 | Estudiantes (RC) | 1:0 (1:0) | Deportivo Riestra | Estadio Antonio Candini, Río Cuarto |                           |
|                      | Arturia 26'      | Reporte   |                   | Árbitro(s): José Carreras           | Árbitro(s): José Carreras |

### Segunda fase
Participaron los cinco equipos clasificados en la fase anterior, más el tercero de la tabla final de posiciones, los que se ordenaron en base al lugar ocupado, enfrentándose los mejor con los peor ubicados. Los enfrentamientos, como en la primera fase, fueron a un solo partido, con localía del mejor ubicado. Los tres ganadores pasaron a las semifinales. 

#### Tabla de ordenamiento
Se confeccionó según la ubicación de los equipos en la tabla final de posiciones.
| Orden | Equipo                  | Pos. |
| ----- | ----------------------- | ---- |
| 1     | San Martín (T)          | 3.º  |
| 2     | Gimnasia y Esgrima (M)  | 4.º  |
| 3     | Estudiantes (RC)        | 6.º  |
| 4     | Estudiantes (BA)        | 7.º  |
| 5     | Independiente Rivadavia | 9.º  |
| 6     | Defensores de Belgrano  | 12.º |

#### Partidos
| 22 de octubre, 16:50 | Gimnasia y Esgrima (M) | 1:0 (1:0) | Independiente Rivadavia | Estadio Víctor Antonio Legrotaglie, Mendoza |                                |
|                      | Solari 24'             | Reporte   |                         | Árbitro(s): Leandro Rey Hilfer              | Árbitro(s): Leandro Rey Hilfer |

| 22 de octubre, 21:10 | San Martín (T) | 0:3 (0:1) | Defensores de Belgrano         | Estadio La Ciudadela, San Miguel de Tucumán |                               |
|                      |                | Reporte   | 9', 60' Benegas · 49' Olivares | Árbitro(s): Fernando Espinoza               | Árbitro(s): Fernando Espinoza |

| 23 de octubre, 20:35 | Estudiantes (RC) | 0:1 (0.1) | Estudiantes (BA) | Estadio Antonio Candini, Río Cuarto |                             |
|                      |                  | Reporte   | 8' Castelli      | Árbitro(s): Nicolás Ramírez         | Árbitro(s): Nicolás Ramírez |

### Semifinales
Participaron los tres equipos clasificados en la fase anterior, más el segundo de la tabla final de posiciones, los que se ordenaron en base al lugar ocupado, enfrentándose los mejor con los peor ubicados. Los enfrentamientos fueron a doble partido, con localía en el desquite del mejor ubicado. Los dos ganadores pasaron a la final. 

#### Tabla de ordenamiento
Se confeccionó según la ubicación de los equipos en la tabla final de posiciones.
| Orden | Equipo                 | Pos. |
| ----- | ---------------------- | ---- |
| 1     | Instituto              | 2.º  |
| 2     | Gimnasia y Esgrima (M) | 4.º  |
| 3     | Estudiantes (BA)       | 7.º  |
| 4     | Defensores de Belgrano | 12.º |

#### Partidos
| 29 de octubre, 21:10 | Estudiantes (BA) | 1:0 (1:0) | Gimnasia y Esgrima (M) | Estadio Ciudad de Caseros, Caseros |                           |
|                      | Castelli 33'     | Reporte   |                        | Árbitro(s): Pablo Giménez          | Árbitro(s): Pablo Giménez |

| 5 de noviembre, 17:30 | Gimnasia y Esgrima (M) | 0:1 (0:0) (Global 0:2) | Estudiantes (BA) | Estadio Víctor Antonio Legrotaglie, Mendoza |                          |
|                       |                        | Reporte                | 87' Cantero      | Árbitro(s): Pablo Dóvalo                    | Árbitro(s): Pablo Dóvalo |

| 30 de octubre, 18:05 | Defensores de Belgrano | 0:0     | Instituto | Estadio Juan Pasquale, Buenos Aires |                           |
|                      |                        | Reporte |           | Árbitro(s): Silvio Trucco           | Árbitro(s): Silvio Trucco |

| 5 de noviembre, 21:10 | Instituto                   | 2:0 (1:0) (Global 2:0) | Defensores de Belgrano | Estadio Juan Domingo Perón, Córdoba |                           |
|                       | Rodríguez 34' · Bochi 90+1' | Reporte                |                        | Árbitro(s): Andrés Merlos           | Árbitro(s): Andrés Merlos |

### Final
Participaron los dos equipos clasificados en la fase anterior, los que se ordenaron en base al lugar ocupado, enfrentándose el mejor con el peor ubicado. Los enfrentamientos fueron a doble partido, con localía en el desquite del mejor ubicado, el que, al haber un empate en el resultado global, fue considerado ganador. Dicho ganador ascendió a la Primera División. 

#### Tabla de ordenamiento
Se confeccionó en base al ordenamiento anterior.
| Orden | Equipo           | Pos. |
| ----- | ---------------- | ---- |
| 1     | Instituto        | 2.º  |
| 2     | Estudiantes (BA) | 7.º  |

#### Partidos
| 12 de noviembre, 20:10 | Estudiantes (BA) | 0:0     | Instituto | Estadio Ciudad de Caseros, Caseros |                              |
|                        |                  | Reporte |           | Árbitro(s): Luis Lobo Medina       | Árbitro(s): Luis Lobo Medina |

| 19 de noviembre, 20:10                    | Instituto   | 1:1 (0:1) (Global 1:1) | Estudiantes (BA) | Estadio Juan Domingo Perón, Córdoba |                               |
|                                           | Alarcón 56' | Reporte                | 14' Randazzo     | Árbitro(s): Fernando Espinoza       | Árbitro(s): Fernando Espinoza |
| Instituto ascendió a la Primera División. |             |                        |                  |                                     |                               |

## Goleadores
| Jugador         | Equipo           | Goles | Jugada | Cabeza | T. libre | Penal |
| --------------- | ---------------- | ----- | ------ | ------ | -------- | ----- |
| Pablo Vegetti   | Belgrano         | 17    | 6      | 8      | 0        | 3     |
| Octavio Bianchi | All Boys         | 15    | 11     | 4      | 0        | 0     |
| Matías Giménez  | San Martín (SJ)  | 14    | 12     | 1      | 0        | 1     |
| Luis Silba      | Estudiantes (RC) | 14    | 9      | 2      | 0        | 3     |
| Braian Oyola    | Tristán Suárez   | 14    | 9      | 0      | 0        | 5     |